# فهرست سیارک‌ها (۱۷۰۰۱–۱۸۰۰۱)
فهرست سیارک‌ها (۱۷۰۰۱ - ۱۸۰۰۱) فهرست سیارک‌ها از ۱۷۰۰۱ تا ۱۸۰۰۱ است.
| نام   | نام انگلیسی      | تاریخ کشف       |
| ----- | ---------------- | --------------- |
| ۱۷۰۰۱ | 1999 CT54        | ۱۰ فوریه ۱۹۹۹   |
| ۱۷۰۰۲ | Kouzel           | ۱۰ فوریه ۱۹۹۹   |
| ۱۷۰۰۳ | 1999 CE55        | ۱۰ فوریه ۱۹۹۹   |
| ۱۷۰۰۴ | Sinkevich        | ۱۲ فوریه ۱۹۹۹   |
| ۱۷۰۰۵ | 1999 CD63        | ۱۲ فوریه ۱۹۹۹   |
| ۱۷۰۰۶ | 1999 CH63        | ۱۲ فوریه ۱۹۹۹   |
| ۱۷۰۰۷ | 1999 CK65        | ۱۲ فوریه ۱۹۹۹   |
| ۱۷۰۰۸ | 1999 CL65        | ۱۲ فوریه ۱۹۹۹   |
| ۱۷۰۰۹ | 1999 CM70        | ۱۲ فوریه ۱۹۹۹   |
| ۱۷۰۱۰ | 1999 CQ72        | ۱۲ فوریه ۱۹۹۹   |
| ۱۷۰۱۱ | 1999 CC80        | ۱۲ فوریه ۱۹۹۹   |
| ۱۷۰۱۲ | 1999 CY80        | ۱۲ فوریه ۱۹۹۹   |
| ۱۷۰۱۳ | 1999 CA82        | ۱۲ فوریه ۱۹۹۹   |
| ۱۷۰۱۴ | 1999 CY96        | ۱۰ فوریه ۱۹۹۹   |
| ۱۷۰۱۵ | 1999 CN117       | ۱۲ فوریه ۱۹۹۹   |
| ۱۷۰۱۶ | 1999 CV123       | ۱۱ فوریه ۱۹۹۹   |
| ۱۷۰۱۷ | 1999 CJ138       | ۱۱ فوریه ۱۹۹۹   |
| ۱۷۰۱۸ | 1999 DB1         | ۱۸ فوریه ۱۹۹۹   |
| ۱۷۰۱۹ | Aldo             | ۲۳ فوریه ۱۹۹۹   |
| ۱۷۰۲۰ | Hopemeraengus    | ۲۴ فوریه ۱۹۹۹   |
| ۱۷۰۲۱ | 1999 DS6         | ۲۰ فوریه ۱۹۹۹   |
| ۱۷۰۲۲ | Huisjen          | ۱۸ فوریه ۱۹۹۹   |
| ۱۷۰۲۳ | Abbott           | ۷ مارس ۱۹۹۹     |
| ۱۷۰۲۴ | Costello         | ۱۵ مارس ۱۹۹۹    |
| ۱۷۰۲۵ | Pilachowski      | ۱۳ مارس ۱۹۹۹    |
| ۱۷۰۲۶ | 1999 EC8         | ۱۲ مارس ۱۹۹۹    |
| ۱۷۰۲۷ | 1999 EF12        | ۱۵ مارس ۱۹۹۹    |
| ۱۷۰۲۸ | 1999 FJ5         | ۱۸ مارس ۱۹۹۹    |
| ۱۷۰۲۹ | Cuillandre       | ۱۷ مارس ۱۹۹۹    |
| ۱۷۰۳۰ | 1999 FC9         | ۱۹ مارس ۱۹۹۹    |
| ۱۷۰۳۱ | Piethut          | ۲۲ مارس ۱۹۹۹    |
| ۱۷۰۳۲ | Edlu             | ۲۲ مارس ۱۹۹۹    |
| ۱۷۰۳۳ | Rusty            | ۲۲ مارس ۱۹۹۹    |
| ۱۷۰۳۴ | Vasylshev        | ۲۲ مارس ۱۹۹۹    |
| ۱۷۰۳۵ | Velichko         | ۲۲ مارس ۱۹۹۹    |
| ۱۷۰۳۶ | Krugly           | ۲۲ مارس ۱۹۹۹    |
| ۱۷۰۳۷ | 1999 FV10        | ۱۶ مارس ۱۹۹۹    |
| ۱۷۰۳۸ | Wake             | ۲۶ مارس ۱۹۹۹    |
| ۱۷۰۳۹ | Yeuseyenka       | ۱۹ مارس ۱۹۹۹    |
| ۱۷۰۴۰ | Almeida          | ۱۹ مارس ۱۹۹۹    |
| ۱۷۰۴۱ | Castagna         | ۱۹ مارس ۱۹۹۹    |
| ۱۷۰۴۲ | Madiraju         | ۱۹ مارس ۱۹۹۹    |
| ۱۷۰۴۳ | 1999 FJ30        | ۱۹ مارس ۱۹۹۹    |
| ۱۷۰۴۴ | Mubdirahman      | ۱۹ مارس ۱۹۹۹    |
| ۱۷۰۴۵ | Markert          | ۲۲ مارس ۱۹۹۹    |
| ۱۷۰۴۶ | Kenway           | ۱۹ مارس ۱۹۹۹    |
| ۱۷۰۴۷ | 1999 FP33        | ۱۹ مارس ۱۹۹۹    |
| ۱۷۰۴۸ | 1999 FD34        | ۱۹ مارس ۱۹۹۹    |
| ۱۷۰۴۹ | Miron            | ۱۹ مارس ۱۹۹۹    |
| ۱۷۰۵۰ | Weiskopf         | ۲۰ مارس ۱۹۹۹    |
| ۱۷۰۵۱ | Oflynn           | ۲۰ مارس ۱۹۹۹    |
| ۱۷۰۵۲ | 1999 FS51        | ۲۰ مارس ۱۹۹۹    |
| ۱۷۰۵۳ | 1999 FX56        | ۲۰ مارس ۱۹۹۹    |
| ۱۷۰۵۴ | 1999 GL2         | ۶ آوریل ۱۹۹۹    |
| ۱۷۰۵۵ | 1999 GP3         | ۶ آوریل ۱۹۹۹    |
| ۱۷۰۵۶ | Boschetti        | ۶ آوریل ۱۹۹۹    |
| ۱۷۰۵۷ | 1999 GS4         | ۱۰ آوریل ۱۹۹۹   |
| ۱۷۰۵۸ | Rocknroll        | ۱۳ آوریل ۱۹۹۹   |
| ۱۷۰۵۹ | Elvis            | ۱۵ آوریل ۱۹۹۹   |
| ۱۷۰۶۰ | Mikecombi        | ۹ آوریل ۱۹۹۹    |
| ۱۷۰۶۱ | Tegler           | ۱۰ آوریل ۱۹۹۹   |
| ۱۷۰۶۲ | Bardot           | ۱۰ آوریل ۱۹۹۹   |
| ۱۷۰۶۳ | Papaloizou       | ۱۵ آوریل ۱۹۹۹   |
| ۱۷۰۶۴ | 1999 GX16        | ۱۵ آوریل ۱۹۹۹   |
| ۱۷۰۶۵ | 1999 GK17        | ۱۵ آوریل ۱۹۹۹   |
| ۱۷۰۶۶ | Ginagallant      | ۱۵ آوریل ۱۹۹۹   |
| ۱۷۰۶۷ | 1999 GF19        | ۱۵ آوریل ۱۹۹۹   |
| ۱۷۰۶۸ | 1999 GO19        | ۱۵ آوریل ۱۹۹۹   |
| ۱۷۰۶۹ | 1999 GD20        | ۱۵ آوریل ۱۹۹۹   |
| ۱۷۰۷۰ | 1999 GG20        | ۱۵ آوریل ۱۹۹۹   |
| ۱۷۰۷۱ | 1999 GK21        | ۱۵ آوریل ۱۹۹۹   |
| ۱۷۰۷۲ | Athiviraham      | ۷ آوریل ۱۹۹۹    |
| ۱۷۰۷۳ | Alexblank        | ۶ آوریل ۱۹۹۹    |
| ۱۷۰۷۴ | 1999 GQ36        | ۱۲ آوریل ۱۹۹۹   |
| ۱۷۰۷۵ | Pankonin         | ۹ آوریل ۱۹۹۹    |
| ۱۷۰۷۶ | Betti            | ۱۸ آوریل ۱۹۹۹   |
| ۱۷۰۷۷ | Pampaloni        | ۲۵ آوریل ۱۹۹۹   |
| ۱۷۰۷۸ | Sellers          | ۲۴ آوریل ۱۹۹۹   |
| ۱۷۰۷۹ | Lavrovsky        | ۱۷ آوریل ۱۹۹۹   |
| ۱۷۰۸۰ | 1999 HE9         | ۱۷ آوریل ۱۹۹۹   |
| ۱۷۰۸۱ | Jaytee           | ۸ مه ۱۹۹۹       |
| ۱۷۰۸۲ | 1999 JC3         | ۹ مه ۱۹۹۹       |
| ۱۷۰۸۳ | 1999 JB4         | ۱۰ مه ۱۹۹۹      |
| ۱۷۰۸۴ | 1999 JV14        | ۱۰ مه ۱۹۹۹      |
| ۱۷۰۸۵ | 1999 JM16        | ۱۵ مه ۱۹۹۹      |
| ۱۷۰۸۶ | Ruima            | ۱۰ مه ۱۹۹۹      |
| ۱۷۰۸۷ | 1999 JC19        | ۱۰ مه ۱۹۹۹      |
| ۱۷۰۸۸ | Giupalazzolo     | ۱۰ مه ۱۹۹۹      |
| ۱۷۰۸۹ | Mercado          | ۱۰ مه ۱۹۹۹      |
| ۱۷۰۹۰ | Mundaca          | ۱۰ مه ۱۹۹۹      |
| ۱۷۰۹۱ | Senthalir        | ۱۰ مه ۱۹۹۹      |
| ۱۷۰۹۲ | Sharanya         | ۱۰ مه ۱۹۹۹      |
| ۱۷۰۹۳ | 1999 JH22        | ۱۰ مه ۱۹۹۹      |
| ۱۷۰۹۴ | 1999 JV25        | ۱۰ مه ۱۹۹۹      |
| ۱۷۰۹۵ | Mahadik          | ۱۰ مه ۱۹۹۹      |
| ۱۷۰۹۶ | 1999 JX26        | ۱۰ مه ۱۹۹۹      |
| ۱۷۰۹۷ | Ronneuman        | ۱۰ مه ۱۹۹۹      |
| ۱۷۰۹۸ | Ikedamai         | ۱۰ مه ۱۹۹۹      |
| ۱۷۰۹۹ | 1999 JE37        | ۱۰ مه ۱۹۹۹      |
| ۱۷۱۰۰ | Kamiokanatsu     | ۱۰ مه ۱۹۹۹      |
| ۱۷۱۰۱ | Sakenova         | ۱۰ مه ۱۹۹۹      |
| ۱۷۱۰۲ | Begzhigitova     | ۱۰ مه ۱۹۹۹      |
| ۱۷۱۰۳ | Kadyrsizova      | ۱۰ مه ۱۹۹۹      |
| ۱۷۱۰۴ | McCloskey        | ۱۰ مه ۱۹۹۹      |
| ۱۷۱۰۵ | 1999 JC47        | ۱۰ مه ۱۹۹۹      |
| ۱۷۱۰۶ | 1999 JT48        | ۱۰ مه ۱۹۹۹      |
| ۱۷۱۰۷ | 1999 JJ51        | ۱۰ مه ۱۹۹۹      |
| ۱۷۱۰۸ | Patricorbett     | ۱۰ مه ۱۹۹۹      |
| ۱۷۱۰۹ | 1999 JF52        | ۱۰ مه ۱۹۹۹      |
| ۱۷۱۱۰ | 1999 JG52        | ۱۰ مه ۱۹۹۹      |
| ۱۷۱۱۱ | 1999 JH52        | ۱۰ مه ۱۹۹۹      |
| ۱۷۱۱۲ | 1999 JM52        | ۱۰ مه ۱۹۹۹      |
| ۱۷۱۱۳ | 1999 JE54        | ۱۰ مه ۱۹۹۹      |
| ۱۷۱۱۴ | 1999 JJ54        | ۱۰ مه ۱۹۹۹      |
| ۱۷۱۱۵ | Justiniano       | ۱۰ مه ۱۹۹۹      |
| ۱۷۱۱۶ | 1999 JO57        | ۱۰ مه ۱۹۹۹      |
| ۱۷۱۱۷ | 1999 JL58        | ۱۰ مه ۱۹۹۹      |
| ۱۷۱۱۸ | 1999 JM58        | ۱۰ مه ۱۹۹۹      |
| ۱۷۱۱۹ | Alexisrodrz      | ۱۰ مه ۱۹۹۹      |
| ۱۷۱۲۰ | 1999 JP60        | ۱۰ مه ۱۹۹۹      |
| ۱۷۱۲۱ | Fernandonido     | ۱۰ مه ۱۹۹۹      |
| ۱۷۱۲۲ | 1999 JH63        | ۱۰ مه ۱۹۹۹      |
| ۱۷۱۲۳ | 1999 JQ63        | ۱۰ مه ۱۹۹۹      |
| ۱۷۱۲۴ | 1999 JC65        | ۱۲ مه ۱۹۹۹      |
| ۱۷۱۲۵ | 1999 JB68        | ۱۲ مه ۱۹۹۹      |
| ۱۷۱۲۶ | 1999 JH68        | ۱۲ مه ۱۹۹۹      |
| ۱۷۱۲۷ | 1999 JE69        | ۱۲ مه ۱۹۹۹      |
| ۱۷۱۲۸ | 1999 JS75        | ۱۰ مه ۱۹۹۹      |
| ۱۷۱۲۹ | 1999 JM78        | ۱۳ مه ۱۹۹۹      |
| ۱۷۱۳۰ | 1999 JV79        | ۱۳ مه ۱۹۹۹      |
| ۱۷۱۳۱ | 1999 JL80        | ۱۲ مه ۱۹۹۹      |
| ۱۷۱۳۲ | 1999 JV80        | ۱۲ مه ۱۹۹۹      |
| ۱۷۱۳۳ | 1999 JC81        | ۱۲ مه ۱۹۹۹      |
| ۱۷۱۳۴ | 1999 JX81        | ۱۲ مه ۱۹۹۹      |
| ۱۷۱۳۵ | 1999 JD82        | ۱۲ مه ۱۹۹۹      |
| ۱۷۱۳۶ | 1999 JE82        | ۱۲ مه ۱۹۹۹      |
| ۱۷۱۳۷ | 1999 JK84        | ۱۲ مه ۱۹۹۹      |
| ۱۷۱۳۸ | 1999 JM84        | ۱۲ مه ۱۹۹۹      |
| ۱۷۱۳۹ | Malyshev         | ۱۲ مه ۱۹۹۹      |
| ۱۷۱۴۰ | 1999 JU86        | ۱۲ مه ۱۹۹۹      |
| ۱۷۱۴۱ | 1999 JV94        | ۱۲ مه ۱۹۹۹      |
| ۱۷۱۴۲ | 1999 JQ95        | ۱۲ مه ۱۹۹۹      |
| ۱۷۱۴۳ | 1999 JN97        | ۱۲ مه ۱۹۹۹      |
| ۱۷۱۴۴ | 1999 JW98        | ۱۲ مه ۱۹۹۹      |
| ۱۷۱۴۵ | 1999 JG99        | ۱۲ مه ۱۹۹۹      |
| ۱۷۱۴۶ | 1999 JB102       | ۱۳ مه ۱۹۹۹      |
| ۱۷۱۴۷ | 1999 JF102       | ۱۳ مه ۱۹۹۹      |
| ۱۷۱۴۸ | 1999 JJ105       | ۱۲ مه ۱۹۹۹      |
| ۱۷۱۴۹ | 1999 JM105       | ۱۳ مه ۱۹۹۹      |
| ۱۷۱۵۰ | 1999 JP109       | ۱۳ مه ۱۹۹۹      |
| ۱۷۱۵۱ | 1999 JB114       | ۱۳ مه ۱۹۹۹      |
| ۱۷۱۵۲ | 1999 JA118       | ۱۳ مه ۱۹۹۹      |
| ۱۷۱۵۳ | 1999 JK119       | ۱۳ مه ۱۹۹۹      |
| ۱۷۱۵۴ | 1999 JS121       | ۱۳ مه ۱۹۹۹      |
| ۱۷۱۵۵ | 1999 KZ1         | ۱۶ مه ۱۹۹۹      |
| ۱۷۱۵۶ | Kennethseitz     | ۱۹ مه ۱۹۹۹      |
| ۱۷۱۵۷ | 1999 KP6         | ۲۱ مه ۱۹۹۹      |
| ۱۷۱۵۸ | 1999 KA8         | ۱۸ مه ۱۹۹۹      |
| ۱۷۱۵۹ | 1999 KG15        | ۱۸ مه ۱۹۹۹      |
| ۱۷۱۶۰ | 1999 LT10        | ۸ ژوئن ۱۹۹۹     |
| ۱۷۱۶۱ | 1999 LQ13        | ۹ ژوئن ۱۹۹۹     |
| ۱۷۱۶۲ | 1999 LX13        | ۹ ژوئن ۱۹۹۹     |
| ۱۷۱۶۳ | Vasifedoseev     | ۹ ژوئن ۱۹۹۹     |
| ۱۷۱۶۴ | 1999 LP24        | ۹ ژوئن ۱۹۹۹     |
| ۱۷۱۶۵ | 1999 LS27        | ۹ ژوئن ۱۹۹۹     |
| ۱۷۱۶۶ | Secombe          | ۱۷ ژوئن ۱۹۹۹    |
| ۱۷۱۶۶ | 1999 NB          | ۴ ژوئیه ۱۹۹۹    |
| ۱۷۱۶۸ | 1999 NP3         | ۱۳ ژوئیه ۱۹۹۹   |
| ۱۷۱۶۹ | Tatarinov        | ۱۴ ژوئیه ۱۹۹۹   |
| ۱۷۱۷۰ | Vsevustinov      | ۱۴ ژوئیه ۱۹۹۹   |
| ۱۷۱۷۱ | 1999 NB38        | ۱۴ ژوئیه ۱۹۹۹   |
| ۱۷۱۷۲ | 1999 NZ41        | ۱۴ ژوئیه ۱۹۹۹   |
| ۱۷۱۷۳ | Evgenyamosov     | ۷ سپتامبر ۱۹۹۹  |
| ۱۷۱۷۴ | 1999 RX53        | ۷ سپتامبر ۱۹۹۹  |
| ۱۷۱۷۵ | 1999 SS3         | ۲۴ سپتامبر ۱۹۹۹ |
| ۱۷۱۷۶ | Viktorov         | ۳۰ سپتامبر ۱۹۹۹ |
| ۱۷۱۷۷ | 1999 TA41        | ۸ اکتبر ۱۹۹۹    |
| ۱۷۱۷۸ | 1999 TK218       | ۱۵ اکتبر ۱۹۹۹   |
| ۱۷۱۷۹ | Codina           | ۴ اکتبر ۱۹۹۹    |
| ۱۷۱۸۰ | 1999 TS291       | ۱۰ اکتبر ۱۹۹۹   |
| ۱۷۱۸۱ | 1999 UM3         | ۱۹ اکتبر ۱۹۹۹   |
| ۱۷۱۸۱ | 1999 VU          | ۱ نوامبر ۱۹۹۹   |
| ۱۷۱۸۳ | 1999 VO2         | ۵ نوامبر ۱۹۹۹   |
| ۱۷۱۸۴ | Carlrogers       | ۱۳ نوامبر ۱۹۹۹  |
| ۱۷۱۸۵ | Mcdavid          | ۱۴ نوامبر ۱۹۹۹  |
| ۱۷۱۸۶ | Sergivanov       | ۳ نوامبر ۱۹۹۹   |
| ۱۷۱۸۷ | 1999 VM72        | ۱۴ نوامبر ۱۹۹۹  |
| ۱۷۱۸۸ | 1999 WC2         | ۱۷ نوامبر ۱۹۹۹  |
| ۱۷۱۸۹ | 1999 WU3         | ۲۸ نوامبر ۱۹۹۹  |
| ۱۷۱۹۰ | Retopezzoli      | ۲۸ نوامبر ۱۹۹۹  |
| ۱۷۱۹۱ | 1999 XS107       | ۴ دسامبر ۱۹۹۹   |
| ۱۷۱۹۲ | Loharu           | ۱۰ دسامبر ۱۹۹۹  |
| ۱۷۱۹۳ | Alexeybaran      | ۱۲ دسامبر ۱۹۹۹  |
| ۱۷۱۹۴ | 1999 XA221       | ۱۴ دسامبر ۱۹۹۹  |
| ۱۷۱۹۵ | Jimrichardson    | ۳ دسامبر ۱۹۹۹   |
| ۱۷۱۹۶ | Mastrodemos      | ۳ دسامبر ۱۹۹۹   |
| ۱۷۱۹۷ | Matjazbone       | ۳ ژانویه ۲۰۰۰   |
| ۱۷۱۹۸ | Gorjup           | ۳ ژانویه ۲۰۰۰   |
| ۱۷۱۹۹ | 2000 AT40        | ۳ ژانویه ۲۰۰۰   |
| ۱۷۲۰۰ | 2000 AF47        | ۴ ژانویه ۲۰۰۰   |
| ۱۷۲۰۱ | Matjazhumar      | ۴ ژانویه ۲۰۰۰   |
| ۱۷۲۰۲ | 2000 AJ64        | ۴ ژانویه ۲۰۰۰   |
| ۱۷۲۰۳ | 2000 AM64        | ۴ ژانویه ۲۰۰۰   |
| ۱۷۲۰۴ | 2000 AR75        | ۵ ژانویه ۲۰۰۰   |
| ۱۷۲۰۵ | 2000 AM105       | ۵ ژانویه ۲۰۰۰   |
| ۱۷۲۰۶ | 2000 AJ125       | ۵ ژانویه ۲۰۰۰   |
| ۱۷۲۰۷ | 2000 AW126       | ۵ ژانویه ۲۰۰۰   |
| ۱۷۲۰۸ | Pokrovska        | ۵ ژانویه ۲۰۰۰   |
| ۱۷۲۰۹ | 2000 AH148       | ۵ ژانویه ۲۰۰۰   |
| ۱۷۲۱۰ | 2000 AY172       | ۷ ژانویه ۲۰۰۰   |
| ۱۷۲۱۱ | Brianfisher      | ۷ ژانویه ۲۰۰۰   |
| ۱۷۲۱۲ | 2000 AV183       | ۷ ژانویه ۲۰۰۰   |
| ۱۷۲۱۳ | 2000 AF186       | ۸ ژانویه ۲۰۰۰   |
| ۱۷۲۱۴ | 2000 AR189       | ۸ ژانویه ۲۰۰۰   |
| ۱۷۲۱۵ | Slivan           | ۶ ژانویه ۲۰۰۰   |
| ۱۷۲۱۶ | Scottstuart      | ۷ ژانویه ۲۰۰۰   |
| ۱۷۲۱۷ | 2000 AR243       | ۷ ژانویه ۲۰۰۰   |
| ۱۷۲۱۸ | 2000 BV16        | ۳۰ ژانویه ۲۰۰۰  |
| ۱۷۲۱۸ | 2000 CV          | ۱ فوریه ۲۰۰۰    |
| ۱۷۲۲۰ | Johnpenna        | ۲ فوریه ۲۰۰۰    |
| ۱۷۲۲۱ | 2000 CZ28        | ۲ فوریه ۲۰۰۰    |
| ۱۷۲۲۲ | Perlmutter       | ۲ فوریه ۲۰۰۰    |
| ۱۷۲۲۳ | 2000 CX56        | ۵ فوریه ۲۰۰۰    |
| ۱۷۲۲۴ | Randoross        | ۵ فوریه ۲۰۰۰    |
| ۱۷۲۲۵ | Alanschorn       | ۲ فوریه ۲۰۰۰    |
| ۱۷۲۲۶ | 2000 CC76        | ۸ فوریه ۲۰۰۰    |
| ۱۷۲۲۷ | 2000 CW80        | ۱۱ فوریه ۲۰۰۰   |
| ۱۷۲۲۸ | 2000 CJ94        | ۸ فوریه ۲۰۰۰    |
| ۱۷۲۲۹ | 2000 CR97        | ۱۳ فوریه ۲۰۰۰   |
| ۱۷۲۳۰ | 2000 CX116       | ۳ فوریه ۲۰۰۰    |
| ۱۷۲۳۱ | 2000 CB122       | ۳ فوریه ۲۰۰۰    |
| ۱۷۲۳۲ | 2000 DE3         | ۲۷ فوریه ۲۰۰۰   |
| ۱۷۲۳۳ | Stanshapiro      | ۲۹ فوریه ۲۰۰۰   |
| ۱۷۲۳۴ | 2000 EL11        | ۴ مارس ۲۰۰۰     |
| ۱۷۲۳۵ | 2000 EC29        | ۴ مارس ۲۰۰۰     |
| ۱۷۲۳۶ | 2000 EK45        | ۹ مارس ۲۰۰۰     |
| ۱۷۲۳۷ | 2000 EC50        | ۷ مارس ۲۰۰۰     |
| ۱۷۲۳۸ | 2000 EP56        | ۸ مارس ۲۰۰۰     |
| ۱۷۲۳۹ | 2000 EH95        | ۹ مارس ۲۰۰۰     |
| ۱۷۲۴۰ | Gletorrence      | ۹ مارس ۲۰۰۰     |
| ۱۷۲۴۱ | Wooden           | ۱۱ مارس ۲۰۰۰    |
| ۱۷۲۴۲ | Leslieyoung      | ۱۱ مارس ۲۰۰۰    |
| ۱۷۲۴۳ | 2000 FX35        | ۲۹ مارس ۲۰۰۰    |
| ۱۷۲۴۴ | 2000 FF50        | ۲۸ مارس ۲۰۰۰    |
| ۱۷۲۴۵ | 2000 GS42        | ۵ آوریل ۲۰۰۰    |
| ۱۷۲۴۶ | 2000 GL74        | ۵ آوریل ۲۰۰۰    |
| ۱۷۲۴۷ | Vanverst         | ۷ آوریل ۲۰۰۰    |
| ۱۷۲۴۸ | 2000 GC107       | ۷ آوریل ۲۰۰۰    |
| ۱۷۲۴۹ | Eliotyoung       | ۲ آوریل ۲۰۰۰    |
| ۱۷۲۵۰ | Genelucas        | ۱۱ آوریل ۲۰۰۰   |
| ۱۷۲۵۱ | Vondracek        | ۷ آوریل ۲۰۰۰    |
| ۱۷۲۵۲ | 2000 GJ127       | ۷ آوریل ۲۰۰۰    |
| ۱۷۲۵۳ | Vonsecker        | ۱۲ آوریل ۲۰۰۰   |
| ۱۷۲۵۴ | 2000 GG137       | ۱۲ آوریل ۲۰۰۰   |
| ۱۷۲۵۵ | 2000 GS163       | ۱۱ آوریل ۲۰۰۰   |
| ۱۷۲۵۶ | 2000 HZ22        | ۳۰ آوریل ۲۰۰۰   |
| ۱۷۲۵۷ | Strazzulla       | ۲۶ آوریل ۲۰۰۰   |
| ۱۷۲۵۸ | Whalen           | ۲۹ آوریل ۲۰۰۰   |
| ۱۷۲۵۹ | 2000 JE1         | ۲ مه ۲۰۰۰       |
| ۱۷۲۶۰ | 2000 JQ58        | ۶ مه ۲۰۰۰       |
| ۱۷۲۶۱ | 2000 JB62        | ۷ مه ۲۰۰۰       |
| ۱۷۲۶۲ | Winokur          | ۹ مه ۲۰۰۰       |
| ۱۷۲۶۳ | 2000 JL65        | ۵ مه ۲۰۰۰       |
| ۱۷۲۶۴ | 2000 JM66        | ۶ مه ۲۰۰۰       |
| ۱۷۲۶۵ | Debennett        | ۶ مه ۲۰۰۰       |
| ۱۷۲۶۶ | 2000 KT6         | ۲۷ مه ۲۰۰۰      |
| ۱۷۲۶۷ | 2000 KY48        | ۲۸ مه ۲۰۰۰      |
| ۱۷۲۶۸ | 2000 KZ50        | ۲۹ مه ۲۰۰۰      |
| ۱۷۲۶۹ | Dicksmith        | ۳ ژوئن ۲۰۰۰     |
| ۱۷۲۷۰ | 2000 LB2         | ۴ ژوئن ۲۰۰۰     |
| ۱۷۲۷۱ | 2000 LL2         | ۴ ژوئن ۲۰۰۰     |
| ۱۷۲۷۲ | 2000 LU4         | ۵ ژوئن ۲۰۰۰     |
| ۱۷۲۷۳ | Karnik           | ۵ ژوئن ۲۰۰۰     |
| ۱۷۲۷۴ | 2000 LC16        | ۷ ژوئن ۲۰۰۰     |
| ۱۷۲۷۵ | 2000 LX19        | ۸ ژوئن ۲۰۰۰     |
| ۱۷۲۷۶ | 2000 LU22        | ۴ ژوئن ۲۰۰۰     |
| ۱۷۲۷۷ | Jarrydlevine     | ۷ ژوئن ۲۰۰۰     |
| ۱۷۲۷۸ | Viggh            | ۶ ژوئن ۲۰۰۰     |
| ۱۷۲۷۹ | Jeniferevans     | ۶ ژوئن ۲۰۰۰     |
| ۱۷۲۸۰ | Shelly           | ۶ ژوئن ۲۰۰۰     |
| ۱۷۲۸۱ | Mattblythe       | ۶ ژوئن ۲۰۰۰     |
| ۱۷۲۸۲ | 2000 LS34        | ۳ ژوئن ۲۰۰۰     |
| ۱۷۲۸۳ | Ustinov          | ۲۴ ژوئن ۲۰۰۰    |
| ۱۷۲۸۴ | 2000 MJ5         | ۲۶ ژوئن ۲۰۰۰    |
| ۱۷۲۸۵ | Bezout           | ۳ ژوئیه ۲۰۰۰    |
| ۱۷۲۸۶ | Bisei            | ۸ ژوئیه ۲۰۰۰    |
| ۱۷۲۸۷ | 2000 NP10        | ۷ ژوئیه ۲۰۰۰    |
| ۱۷۲۸۸ | 2000 NZ10        | ۱۰ ژوئیه ۲۰۰۰   |
| ۱۷۲۸۸ | 2037 P-L         | ۲۴ سپتامبر ۱۹۶۰ |
| ۱۷۲۸۸ | 2060 P-L         | ۲۴ سپتامبر ۱۹۶۰ |
| ۱۷۲۸۸ | 2547 P-L         | ۲۴ سپتامبر ۱۹۶۰ |
| ۱۷۲۸۸ | 2656 P-L         | ۲۴ سپتامبر ۱۹۶۰ |
| ۱۷۲۸۸ | 2743 P-L         | ۲۴ سپتامبر ۱۹۶۰ |
| ۱۷۲۸۸ | 2787 P-L         | ۲۶ سپتامبر ۱۹۶۰ |
| ۱۷۲۸۸ | 2827 P-L         | ۲۴ سپتامبر ۱۹۶۰ |
| ۱۷۲۸۸ | 3541 P-L         | ۱۷ اکتبر ۱۹۶۰   |
| ۱۷۲۸۸ | 3560 P-L         | ۲۲ اکتبر ۱۹۶۰   |
| ۱۷۲۸۸ | 4031 P-L         | ۲۴ سپتامبر ۱۹۶۰ |
| ۱۷۲۸۸ | 4168 P-L         | ۲۴ سپتامبر ۱۹۶۰ |
| ۱۷۲۸۸ | 4321 P-L         | ۲۴ سپتامبر ۱۹۶۰ |
| ۱۷۲۸۸ | 4609 P-L         | ۲۴ سپتامبر ۱۹۶۰ |
| ۱۷۲۸۸ | 4610 P-L         | ۲۴ سپتامبر ۱۹۶۰ |
| ۱۷۲۸۸ | 4629 P-L         | ۲۴ سپتامبر ۱۹۶۰ |
| ۱۷۲۸۸ | 4637 P-L         | ۲۴ سپتامبر ۱۹۶۰ |
| ۱۷۳۰۵ | Caniff           | ۲۴ سپتامبر ۱۹۶۰ |
| ۱۷۳۰۵ | 4865 P-L         | ۲۴ سپتامبر ۱۹۶۰ |
| ۱۷۳۰۵ | 4895 P-L         | ۲۴ سپتامبر ۱۹۶۰ |
| ۱۷۳۰۵ | 6079 P-L         | ۲۴ سپتامبر ۱۹۶۰ |
| ۱۷۳۰۵ | 6528 P-L         | ۲۴ سپتامبر ۱۹۶۰ |
| ۱۷۳۰۵ | 6574 P-L         | ۲۴ سپتامبر ۱۹۶۰ |
| ۱۷۳۰۵ | 6584 P-L         | ۲۴ سپتامبر ۱۹۶۰ |
| ۱۷۳۰۵ | 7622 P-L         | ۲۲ اکتبر ۱۹۶۰   |
| ۱۷۳۰۵ | 9542 P-L         | ۱۷ اکتبر ۱۹۶۰   |
| ۱۷۳۱۴ | Aisakos          | ۲۵ مارس ۱۹۷۱    |
| ۱۷۳۱۵ | 1089 T-1         | ۲۵ مارس ۱۹۷۱    |
| ۱۷۳۱۶ | 1198 T-1         | ۲۵ مارس ۱۹۷۱    |
| ۱۷۳۱۷ | 1208 T-1         | ۲۵ مارس ۱۹۷۱    |
| ۱۷۳۱۸ | 2091 T-1         | ۲۵ مارس ۱۹۷۱    |
| ۱۷۳۱۹ | 3078 T-1         | ۲۶ مارس ۱۹۷۱    |
| ۱۷۳۲۰ | 3182 T-1         | ۲۶ مارس ۱۹۷۱    |
| ۱۷۳۲۱ | 3188 T-1         | ۲۶ مارس ۱۹۷۱    |
| ۱۷۳۲۲ | 3274 T-1         | ۲۶ مارس ۱۹۷۱    |
| ۱۷۳۲۳ | 3284 T-1         | ۲۶ مارس ۱۹۷۱    |
| ۱۷۳۲۴ | 3292 T-1         | ۲۶ مارس ۱۹۷۱    |
| ۱۷۳۲۵ | 3300 T-1         | ۲۶ مارس ۱۹۷۱    |
| ۱۷۳۲۶ | 4023 T-1         | ۲۶ مارس ۱۹۷۱    |
| ۱۷۳۲۷ | 4155 T-1         | ۲۶ مارس ۱۹۷۱    |
| ۱۷۳۲۸ | 1176 T-2         | ۲۹ سپتامبر ۱۹۷۳ |
| ۱۷۳۲۹ | 1277 T-2         | ۲۹ سپتامبر ۱۹۷۳ |
| ۱۷۳۳۰ | 1358 T-2         | ۲۹ سپتامبر ۱۹۷۳ |
| ۱۷۳۳۱ | 2056 T-2         | ۲۹ سپتامبر ۱۹۷۳ |
| ۱۷۳۳۲ | 2120 T-2         | ۲۹ سپتامبر ۱۹۷۳ |
| ۱۷۳۳۳ | 2174 T-2         | ۲۹ سپتامبر ۱۹۷۳ |
| ۱۷۳۳۴ | 2275 T-2         | ۲۹ سپتامبر ۱۹۷۳ |
| ۱۷۳۳۵ | 2281 T-2         | ۲۹ سپتامبر ۱۹۷۳ |
| ۱۷۳۳۶ | 3193 T-2         | ۳۰ سپتامبر ۱۹۷۳ |
| ۱۷۳۳۷ | 3198 T-2         | ۳۰ سپتامبر ۱۹۷۳ |
| ۱۷۳۳۸ | 3212 T-2         | ۳۰ سپتامبر ۱۹۷۳ |
| ۱۷۳۳۹ | 4060 T-2         | ۲۹ سپتامبر ۱۹۷۳ |
| ۱۷۳۴۰ | 4096 T-2         | ۲۹ سپتامبر ۱۹۷۳ |
| ۱۷۳۴۱ | 4120 T-2         | ۲۹ سپتامبر ۱۹۷۳ |
| ۱۷۳۴۲ | 5185 T-2         | ۲۵ سپتامبر ۱۹۷۳ |
| ۱۷۳۴۳ | 1111 T-3         | ۱۷ اکتبر ۱۹۷۷   |
| ۱۷۳۴۴ | 1120 T-3         | ۱۷ اکتبر ۱۹۷۷   |
| ۱۷۳۴۵ | 2216 T-3         | ۱۶ اکتبر ۱۹۷۷   |
| ۱۷۳۴۶ | 2395 T-3         | ۱۶ اکتبر ۱۹۷۷   |
| ۱۷۳۴۷ | 3449 T-3         | ۱۶ اکتبر ۱۹۷۷   |
| ۱۷۳۴۸ | 4166 T-3         | ۱۶ اکتبر ۱۹۷۷   |
| ۱۷۳۴۹ | 4353 T-3         | ۱۶ اکتبر ۱۹۷۷   |
| ۱۷۳۴۹ | 1968 OJ          | ۱۸ ژوئیه ۱۹۶۸   |
| ۱۷۳۵۱ | Pheidippos       | ۱۹ سپتامبر ۱۹۷۳ |
| ۱۷۳۵۲ | 1975 SG1         | ۳۰ سپتامبر ۱۹۷۵ |
| ۱۷۳۵۲ | 1975 TE          | ۱۰ اکتبر ۱۹۷۵   |
| ۱۷۳۵۴ | Matrosov         | ۱۳ مارس ۱۹۷۷    |
| ۱۷۳۵۴ | 1978 NK          | ۱۰ ژوئیه ۱۹۷۸   |
| ۱۷۳۵۶ | Vityazev         | ۹ اوت ۱۹۷۸      |
| ۱۷۳۵۷ | 1978 QH3         | ۲۳ اوت ۱۹۷۸     |
| ۱۷۳۵۸ | Lozino-Lozinskij | ۲۷ سپتامبر ۱۹۷۸ |
| ۱۷۳۵۹ | 1978 UP4         | ۲۷ اکتبر ۱۹۷۸   |
| ۱۷۳۶۰ | 1978 UX5         | ۲۷ اکتبر ۱۹۷۸   |
| ۱۷۳۶۱ | 1978 UF7         | ۲۷ اکتبر ۱۹۷۸   |
| ۱۷۳۶۲ | 1978 UT7         | ۲۷ اکتبر ۱۹۷۸   |
| ۱۷۳۶۳ | 1978 VF3         | ۷ نوامبر ۱۹۷۸   |
| ۱۷۳۶۴ | 1978 VR10        | ۷ نوامبر ۱۹۷۸   |
| ۱۷۳۶۵ | 1978 VF11        | ۷ نوامبر ۱۹۷۸   |
| ۱۷۳۶۶ | 1979 OV4         | ۲۴ ژوئیه ۱۹۷۹   |
| ۱۷۳۶۷ | 1979 OU11        | ۲۶ ژوئیه ۱۹۷۹   |
| ۱۷۳۶۸ | 1979 QV1         | ۲۲ اوت ۱۹۷۹     |
| ۱۷۳۶۹ | 1979 QR2         | ۲۲ اوت ۱۹۷۹     |
| ۱۷۳۶۹ | 1980 CJ          | ۱۳ فوریه ۱۹۸۰   |
| ۱۷۳۶۹ | 1981 DT          | ۲۸ فوریه ۱۹۸۱   |
| ۱۷۳۶۹ | 1981 DV          | ۲۸ فوریه ۱۹۸۱   |
| ۱۷۳۷۳ | 1981 EQ3         | ۲ مارس ۱۹۸۱     |
| ۱۷۳۷۴ | 1981 EF4         | ۲ مارس ۱۹۸۱     |
| ۱۷۳۷۵ | 1981 EJ4         | ۲ مارس ۱۹۸۱     |
| ۱۷۳۷۶ | 1981 EQ4         | ۲ مارس ۱۹۸۱     |
| ۱۷۳۷۷ | 1981 EF5         | ۲ مارس ۱۹۸۱     |
| ۱۷۳۷۸ | 1981 EM5         | ۲ مارس ۱۹۸۱     |
| ۱۷۳۷۹ | 1981 ED8         | ۱ مارس ۱۹۸۱     |
| ۱۷۳۸۰ | 1981 EB10        | ۱ مارس ۱۹۸۱     |
| ۱۷۳۸۱ | 1981 EC11        | ۱ مارس ۱۹۸۱     |
| ۱۷۳۸۲ | 1981 EH11        | ۱ مارس ۱۹۸۱     |
| ۱۷۳۸۳ | 1981 EE12        | ۱ مارس ۱۹۸۱     |
| ۱۷۳۸۴ | 1981 EM12        | ۱ مارس ۱۹۸۱     |
| ۱۷۳۸۵ | 1981 EU13        | ۱ مارس ۱۹۸۱     |
| ۱۷۳۸۶ | 1981 EA23        | ۲ مارس ۱۹۸۱     |
| ۱۷۳۸۷ | 1981 EV23        | ۳ مارس ۱۹۸۱     |
| ۱۷۳۸۸ | 1981 EZ24        | ۲ مارس ۱۹۸۱     |
| ۱۷۳۸۹ | 1981 EN30        | ۲ مارس ۱۹۸۱     |
| ۱۷۳۹۰ | 1981 EZ37        | ۱ مارس ۱۹۸۱     |
| ۱۷۳۹۱ | 1981 EK39        | ۲ مارس ۱۹۸۱     |
| ۱۷۳۹۲ | 1981 EY40        | ۲ مارس ۱۹۸۱     |
| ۱۷۳۹۳ | 1981 EA41        | ۲ مارس ۱۹۸۱     |
| ۱۷۳۹۴ | 1981 ER42        | ۲ مارس ۱۹۸۱     |
| ۱۷۳۹۵ | 1981 EA44        | ۶ مارس ۱۹۸۱     |
| ۱۷۳۹۶ | 1981 EK45        | ۱ مارس ۱۹۸۱     |
| ۱۷۳۹۷ | 1981 EF48        | ۶ مارس ۱۹۸۱     |
| ۱۷۳۹۸ | 1982 UR2         | ۲۰ اکتبر ۱۹۸۲   |
| ۱۷۳۹۹ | Andysanto        | ۶ سپتامبر ۱۹۸۳  |
| ۱۷۴۰۰ | 1985 PL1         | ۱۳ اوت ۱۹۸۵     |
| ۱۷۴۰۱ | 1985 RP3         | ۷ سپتامبر ۱۹۸۵  |
| ۱۷۴۰۱ | 1985 UF          | ۲۰ اکتبر ۱۹۸۵   |
| ۱۷۴۰۳ | 1986 EL5         | ۶ مارس ۱۹۸۶     |
| ۱۷۴۰۴ | 1986 TZ3         | ۴ اکتبر ۱۹۸۶    |
| ۱۷۴۰۵ | 1986 VQ2         | ۴ نوامبر ۱۹۸۶   |
| ۱۷۴۰۵ | 1987 DO          | ۲۵ فوریه ۱۹۸۷   |
| ۱۷۴۰۵ | 1987 TG          | ۱۴ اکتبر ۱۹۸۷   |
| ۱۷۴۰۸ | McAdams          | ۱۹ اکتبر ۱۹۸۷   |
| ۱۷۴۰۹ | 1988 BA4         | ۱۹ ژانویه ۱۹۸۸  |
| ۱۷۴۱۰ | 1988 CQ4         | ۱۳ فوریه ۱۹۸۸   |
| ۱۷۴۱۱ | 1988 DF3         | ۲۲ فوریه ۱۹۸۸   |
| ۱۷۴۱۲ | Kroll            | ۲۴ مه ۱۹۸۸      |
| ۱۷۴۱۳ | 1988 RT4         | ۱ سپتامبر ۱۹۸۸  |
| ۱۷۴۱۴ | 1988 RN10        | ۱۴ سپتامبر ۱۹۸۸ |
| ۱۷۴۱۵ | 1988 RO10        | ۱۴ سپتامبر ۱۹۸۸ |
| ۱۷۴۱۶ | 1988 RR10        | ۱۴ سپتامبر ۱۹۸۸ |
| ۱۷۴۱۷ | 1988 RY10        | ۱۴ سپتامبر ۱۹۸۸ |
| ۱۷۴۱۸ | 1988 RT12        | ۱۴ سپتامبر ۱۹۸۸ |
| ۱۷۴۱۹ | 1988 RH13        | ۱۴ سپتامبر ۱۹۸۸ |
| ۱۷۴۲۰ | 1988 RL13        | ۱۴ سپتامبر ۱۹۸۸ |
| ۱۷۴۲۱ | 1988 SW1         | ۱۶ سپتامبر ۱۹۸۸ |
| ۱۷۴۲۲ | 1988 SE2         | ۱۶ سپتامبر ۱۹۸۸ |
| ۱۷۴۲۳ | 1988 SK2         | ۱۶ سپتامبر ۱۹۸۸ |
| ۱۷۴۲۴ | 1988 SP2         | ۱۶ سپتامبر ۱۹۸۸ |
| ۱۷۴۲۵ | 1989 AM3         | ۴ ژانویه ۱۹۸۹   |
| ۱۷۴۲۶ | 1989 CS1         | ۵ فوریه ۱۹۸۹    |
| ۱۷۴۲۷ | Poe              | ۴ فوریه ۱۹۸۹    |
| ۱۷۴۲۸ | Charleroi        | ۲۸ فوریه ۱۹۸۹   |
| ۱۷۴۲۹ | 1989 GD1         | ۳ آوریل ۱۹۸۹    |
| ۱۷۴۲۹ | 1989 KF          | ۳۱ مه ۱۹۸۹      |
| ۱۷۴۲۹ | 1989 RT          | ۳ سپتامبر ۱۹۸۹  |
| ۱۷۴۲۹ | 1989 SR          | ۲۹ سپتامبر ۱۹۸۹ |
| ۱۷۴۳۳ | 1989 SV2         | ۲۶ سپتامبر ۱۹۸۹ |
| ۱۷۴۳۴ | 1989 SN3         | ۲۶ سپتامبر ۱۹۸۹ |
| ۱۷۴۳۴ | 1989             | SP۳             |
| ۱۷۴۳۶ | 1989 SV3         | ۲۶ سپتامبر ۱۹۸۹ |
| ۱۷۴۳۷ | 1989 SC4         | ۲۶ سپتامبر ۱۹۸۹ |
| ۱۷۴۳۸ | 1989 SQ4         | ۲۶ سپتامبر ۱۹۸۹ |
| ۱۷۴۳۹ | 1989 TR3         | ۷ اکتبر ۱۹۸۹    |
| ۱۷۴۴۰ | 1989 TP14        | ۲ اکتبر ۱۹۸۹    |
| ۱۷۴۴۰ | 1989 UE          | ۲۰ اکتبر ۱۹۸۹   |
| ۱۷۴۴۲ | 1989 UO5         | ۳۰ اکتبر ۱۹۸۹   |
| ۱۷۴۴۳ | 1989 UU5         | ۳۰ اکتبر ۱۹۸۹   |
| ۱۷۴۴۴ | 1989 VQ1         | ۳ نوامبر ۱۹۸۹   |
| ۱۷۴۴۵ | Avatcha          | ۲۸ دسامبر ۱۹۸۹  |
| ۱۷۴۴۶ | Mopaku           | ۲۳ ژانویه ۱۹۹۰  |
| ۱۷۴۴۷ | Heindl           | ۲۵ آوریل ۱۹۹۰   |
| ۱۷۴۴۸ | 1990 HU1         | ۲۷ آوریل ۱۹۹۰   |
| ۱۷۴۴۹ | 1990 OD5         | ۲۷ ژوئیه ۱۹۹۰   |
| ۱۷۴۵۰ | 1990 QO4         | ۲۳ اوت ۱۹۹۰     |
| ۱۷۴۵۱ | 1990 QF8         | ۱۶ اوت ۱۹۹۰     |
| ۱۷۴۵۲ | Amurreka         | ۱۶ اوت ۱۹۹۰     |
| ۱۷۴۵۳ | 1990 RQ9         | ۱۴ سپتامبر ۱۹۹۰ |
| ۱۷۴۵۴ | 1990 SA7         | ۲۲ سپتامبر ۱۹۹۰ |
| ۱۷۴۵۵ | 1990 SH7         | ۲۲ سپتامبر ۱۹۹۰ |
| ۱۷۴۵۶ | 1990 SS7         | ۲۲ سپتامبر ۱۹۹۰ |
| ۱۷۴۵۷ | 1990 SC11        | ۱۶ سپتامبر ۱۹۹۰ |
| ۱۷۴۵۸ | Dick             | ۱۳ اکتبر ۱۹۹۰   |
| ۱۷۴۵۹ | Andreashofer     | ۱۳ اکتبر ۱۹۹۰   |
| ۱۷۴۶۰ | Mang             | ۱۰ اکتبر ۱۹۹۰   |
| ۱۷۴۶۱ | 1990 UD1         | ۲۰ اکتبر ۱۹۹۰   |
| ۱۷۴۶۲ | 1990 UP1         | ۲۲ اکتبر ۱۹۹۰   |
| ۱۷۴۶۳ | 1990 UO5         | ۱۶ اکتبر ۱۹۹۰   |
| ۱۷۴۶۴ | 1990 VX1         | ۱۱ نوامبر ۱۹۹۰  |
| ۱۷۴۶۵ | Inawashiroko     | ۱۱ نوامبر ۱۹۹۰  |
| ۱۷۴۶۶ | 1990 VL4         | ۱۵ نوامبر ۱۹۹۰  |
| ۱۷۴۶۷ | 1990 VE6         | ۱۵ نوامبر ۱۹۹۰  |
| ۱۷۴۶۸ | 1990 WT6         | ۲۱ نوامبر ۱۹۹۰  |
| ۱۷۴۶۸ | 1991 BT          | ۱۹ ژانویه ۱۹۹۱  |
| ۱۷۴۶۸ | 1991 BX          | ۱۹ ژانویه ۱۹۹۱  |
| ۱۷۴۷۱ | 1991 EO2         | ۱۱ مارس ۱۹۹۱    |
| ۱۷۴۷۲ | Dinah            | ۱۷ مارس ۱۹۹۱    |
| ۱۷۴۷۳ | 1991 FM3         | ۲۱ مارس ۱۹۹۱    |
| ۱۷۴۷۴ | 1991 GK5         | ۸ آوریل ۱۹۹۱    |
| ۱۷۴۷۵ | 1991 GA7         | ۸ آوریل ۱۹۹۱    |
| ۱۷۴۷۶ | 1991 GG7         | ۸ آوریل ۱۹۹۱    |
| ۱۷۴۷۷ | 1991 GN9         | ۱۰ آوریل ۱۹۹۱   |
| ۱۷۴۷۷ | 1991 LQ          | ۱۳ ژوئن ۱۹۹۱    |
| ۱۷۴۷۹ | 1991 PV9         | ۱۳ اوت ۱۹۹۱     |
| ۱۷۴۸۰ | 1991 PE10        | ۷ اوت ۱۹۹۱      |
| ۱۷۴۸۱ | 1991 PE11        | ۷ اوت ۱۹۹۱      |
| ۱۷۴۸۲ | 1991 PY14        | ۶ اوت ۱۹۹۱      |
| ۱۷۴۸۲ | 1991 RA          | ۲ سپتامبر ۱۹۹۱  |
| ۱۷۴۸۴ | Ganghofer        | ۱۳ سپتامبر ۱۹۹۱ |
| ۱۷۴۸۵ | 1991 RP9         | ۵ سپتامبر ۱۹۹۱  |
| ۱۷۴۸۶ | Hodler           | ۱۰ سپتامبر ۱۹۹۱ |
| ۱۷۴۸۶ | 1991 SY          | ۳۰ سپتامبر ۱۹۹۱ |
| ۱۷۴۸۸ | Mantl            | ۲ اکتبر ۱۹۹۱    |
| ۱۷۴۸۹ | Trenker          | ۲ اکتبر ۱۹۹۱    |
| ۱۷۴۹۰ | 1991 UC3         | ۳۱ اکتبر ۱۹۹۱   |
| ۱۷۴۹۱ | 1991 UM3         | ۳۱ اکتبر ۱۹۹۱   |
| ۱۷۴۹۲ | Hippasos         | ۱۰ دسامبر ۱۹۹۱  |
| ۱۷۴۹۳ | Wildcat          | ۳۱ دسامبر ۱۹۹۱  |
| ۱۷۴۹۴ | 1992 AM3         | ۱۱ ژانویه ۱۹۹۲  |
| ۱۷۴۹۴ | 1992 DY          | ۲۷ فوریه ۱۹۹۲   |
| ۱۷۴۹۶ | Augustinus       | ۲۹ فوریه ۱۹۹۲   |
| ۱۷۴۹۷ | 1992 DO6         | ۲۹ فوریه ۱۹۹۲   |
| ۱۷۴۹۸ | 1992 EP4         | ۱ مارس ۱۹۹۲     |
| ۱۷۴۹۹ | 1992 EJ5         | ۱ مارس ۱۹۹۲     |
| ۱۷۵۰۰ | 1992 EQ10        | ۶ مارس ۱۹۹۲     |
| ۱۷۵۰۱ | Tetsuro          | ۲۳ مارس ۱۹۹۲    |
| ۱۷۵۰۲ | Manabeseiji      | ۲۳ مارس ۱۹۹۲    |
| ۱۷۵۰۳ | 1992 FK1         | ۲۶ مارس ۱۹۹۲    |
| ۱۷۵۰۴ | 1992 GB2         | ۴ آوریل ۱۹۹۲    |
| ۱۷۵۰۵ | 1992 GO2         | ۴ آوریل ۱۹۹۲    |
| ۱۷۵۰۶ | 1992 GW4         | ۴ آوریل ۱۹۹۲    |
| ۱۷۵۰۷ | 1992 HH5         | ۲۴ آوریل ۱۹۹۲   |
| ۱۷۵۰۸ | Takumadan        | ۳ مه ۱۹۹۲       |
| ۱۷۵۰۹ | Ikumadan         | ۴ مه ۱۹۹۲       |
| ۱۷۵۱۰ | 1992 PD6         | ۱ اوت ۱۹۹۲      |
| ۱۷۵۱۰ | 1992 QN          | ۲۹ اوت ۱۹۹۲     |
| ۱۷۵۱۰ | 1992 RN          | ۴ سپتامبر ۱۹۹۲  |
| ۱۷۵۱۰ | 1992 UM          | ۱۹ اکتبر ۱۹۹۲   |
| ۱۷۵۱۴ | 1992 UA1         | ۱۹ اکتبر ۱۹۹۲   |
| ۱۷۵۱۵ | 1992 UT1         | ۲۱ اکتبر ۱۹۹۲   |
| ۱۷۵۱۶ | Kogayukihito     | ۲۸ اکتبر ۱۹۹۲   |
| ۱۷۵۱۷ | 1992 WZ3         | ۲۱ نوامبر ۱۹۹۲  |
| ۱۷۵۱۸ | Redqueen         | ۱۸ دسامبر ۱۹۹۲  |
| ۱۷۵۱۹ | Pritsak          | ۱۸ دسامبر ۱۹۹۲  |
| ۱۷۵۲۰ | 1993 BX2         | ۲۳ ژانویه ۱۹۹۳  |
| ۱۷۵۲۱ | Kiek             | ۲۷ ژانویه ۱۹۹۳  |
| ۱۷۵۲۲ | 1993 BL7         | ۲۳ ژانویه ۱۹۹۳  |
| ۱۷۵۲۳ | 1993 FX2         | ۲۳ مارس ۱۹۹۳    |
| ۱۷۵۲۴ | 1993 FS4         | ۱۷ مارس ۱۹۹۳    |
| ۱۷۵۲۵ | 1993 FH5         | ۱۷ مارس ۱۹۹۳    |
| ۱۷۵۲۶ | 1993 FV5         | ۱۷ مارس ۱۹۹۳    |
| ۱۷۵۲۷ | 1993 FC14        | ۱۷ مارس ۱۹۹۳    |
| ۱۷۵۲۸ | 1993 FX14        | ۱۷ مارس ۱۹۹۳    |
| ۱۷۵۲۹ | 1993 FJ23        | ۲۱ مارس ۱۹۹۳    |
| ۱۷۵۳۰ | 1993 FZ23        | ۲۱ مارس ۱۹۹۳    |
| ۱۷۵۳۱ | 1993 FU25        | ۲۱ مارس ۱۹۹۳    |
| ۱۷۵۳۲ | 1993 FD34        | ۱۹ مارس ۱۹۹۳    |
| ۱۷۵۳۳ | 1993 FR36        | ۱۹ مارس ۱۹۹۳    |
| ۱۷۵۳۴ | 1993 FB40        | ۱۹ مارس ۱۹۹۳    |
| ۱۷۵۳۵ | 1993 FF40        | ۱۹ مارس ۱۹۹۳    |
| ۱۷۵۳۶ | 1993 FM40        | ۱۹ مارس ۱۹۹۳    |
| ۱۷۵۳۷ | 1993 FN40        | ۱۹ مارس ۱۹۹۳    |
| ۱۷۵۳۸ | 1993 FZ44        | ۱۹ مارس ۱۹۹۳    |
| ۱۷۵۳۹ | 1993 FR46        | ۱۹ مارس ۱۹۹۳    |
| ۱۷۵۴۰ | 1993 FX81        | ۱۸ مارس ۱۹۹۳    |
| ۱۷۵۴۱ | 1993 OL5         | ۲۰ ژوئیه ۱۹۹۳   |
| ۱۷۵۴۲ | 1993 OW6         | ۲۰ ژوئیه ۱۹۹۳   |
| ۱۷۵۴۳ | Sosva            | ۱۴ اوت ۱۹۹۳     |
| ۱۷۵۴۴ | 1993 RF2         | ۱۵ سپتامبر ۱۹۹۳ |
| ۱۷۵۴۵ | 1993 RZ3         | ۱۵ سپتامبر ۱۹۹۳ |
| ۱۷۵۴۶ | 1993 SB2         | ۱۹ سپتامبر ۱۹۹۳ |
| ۱۷۵۴۷ | 1993 SN2         | ۲۱ سپتامبر ۱۹۹۳ |
| ۱۷۵۴۸ | 1993 SX6         | ۱۷ سپتامبر ۱۹۹۳ |
| ۱۷۵۴۹ | 1993 TW12        | ۱۳ اکتبر ۱۹۹۳   |
| ۱۷۵۵۰ | 1993 TO18        | ۹ اکتبر ۱۹۹۳    |
| ۱۷۵۵۱ | 1993 TZ31        | ۹ اکتبر ۱۹۹۳    |
| ۱۷۵۵۲ | 1993 TZ36        | ۹ اکتبر ۱۹۹۳    |
| ۱۷۵۵۳ | 1993 UQ5         | ۲۰ اکتبر ۱۹۹۳   |
| ۱۷۵۵۳ | 1993 VY          | ۹ نوامبر ۱۹۹۳   |
| ۱۷۵۵۵ | 1993 VC5         | ۴ نوامبر ۱۹۹۳   |
| ۱۷۵۵۵ | 1993 WB          | ۱۶ نوامبر ۱۹۹۳  |
| ۱۷۵۵۵ | 1994 AX          | ۴ ژانویه ۱۹۹۴   |
| ۱۷۵۵۸ | 1994 AA1         | ۴ ژانویه ۱۹۹۴   |
| ۱۷۵۵۹ | 1994 AR1         | ۸ ژانویه ۱۹۹۴   |
| ۱۷۵۶۰ | 1994 AD3         | ۱۴ ژانویه ۱۹۹۴  |
| ۱۷۵۶۱ | 1994 AE11        | ۸ ژانویه ۱۹۹۴   |
| ۱۷۵۶۲ | 1994 BG4         | ۱۶ ژانویه ۱۹۹۴  |
| ۱۷۵۶۳ | Tsuneyoshi       | ۵ فوریه ۱۹۹۴    |
| ۱۷۵۶۴ | 1994 CQ1         | ۷ فوریه ۱۹۹۴    |
| ۱۷۵۶۵ | 1994 CG2         | ۱۲ فوریه ۱۹۹۴   |
| ۱۷۵۶۶ | 1994 CE11        | ۷ فوریه ۱۹۹۴    |
| ۱۷۵۶۶ | 1994 GP          | ۵ آوریل ۱۹۹۴    |
| ۱۷۵۶۸ | 1994 GT8         | ۱۱ آوریل ۱۹۹۴   |
| ۱۷۵۶۹ | 1994 LB8         | ۸ ژوئن ۱۹۹۴     |
| ۱۷۵۶۹ | 1994 NQ          | ۶ ژوئیه ۱۹۹۴    |
| ۱۷۵۶۹ | 1994 PV          | ۱۴ اوت ۱۹۹۴     |
| ۱۷۵۷۲ | 1994 PX11        | ۱۰ اوت ۱۹۹۴     |
| ۱۷۵۷۳ | 1994 PJ13        | ۱۰ اوت ۱۹۹۴     |
| ۱۷۵۷۴ | 1994 PT13        | ۱۰ اوت ۱۹۹۴     |
| ۱۷۵۷۵ | 1994 PQ14        | ۱۰ اوت ۱۹۹۴     |
| ۱۷۵۷۶ | 1994 PL25        | ۱۲ اوت ۱۹۹۴     |
| ۱۷۵۷۷ | 1994 PD38        | ۱۰ اوت ۱۹۹۴     |
| ۱۷۵۷۷ | 1994 QQ          | ۱۶ اوت ۱۹۹۴     |
| ۱۷۵۷۹ | Lewkopelew       | ۵ اکتبر ۱۹۹۴    |
| ۱۷۵۷۹ | 1994 VV          | ۳ نوامبر ۱۹۹۴   |
| ۱۷۵۸۱ | 1994 VE1         | ۴ نوامبر ۱۹۹۴   |
| ۱۷۵۸۱ | 1994 WL          | ۲۵ نوامبر ۱۹۹۴  |
| ۱۷۵۸۳ | 1994 WV2         | ۳۰ نوامبر ۱۹۹۴  |
| ۱۷۵۸۴ | 1994 XF1         | ۶ دسامبر ۱۹۹۴   |
| ۱۷۵۸۵ | 1994 YC4         | ۳۱ دسامبر ۱۹۹۴  |
| ۱۷۵۸۶ | 1995 AT2         | ۱۰ ژانویه ۱۹۹۵  |
| ۱۷۵۸۶ | 1995 BD          | ۲۰ ژانویه ۱۹۹۵  |
| ۱۷۵۸۸ | 1995 BH2         | ۳۰ ژانویه ۱۹۹۵  |
| ۱۷۵۸۹ | 1995 BR10        | ۲۹ ژانویه ۱۹۹۵  |
| ۱۷۵۸۹ | 1995 CG          | ۱ فوریه ۱۹۹۵    |
| ۱۷۵۸۹ | 1995 DG          | ۲۰ فوریه ۱۹۹۵   |
| ۱۷۵۸۹ | 1995 DR          | ۲۲ فوریه ۱۹۹۵   |
| ۱۷۵۸۹ | 1995 DV          | ۲۰ فوریه ۱۹۹۵   |
| ۱۷۵۹۴ | 1995 DX5         | ۲۳ فوریه ۱۹۹۵   |
| ۱۷۵۹۴ | 1995 EO          | ۱ مارس ۱۹۹۵     |
| ۱۷۵۹۶ | 1995 EP1         | ۱۱ مارس ۱۹۹۵    |
| ۱۷۵۹۷ | Stefanzweig      | ۴ مارس ۱۹۹۵     |
| ۱۷۵۹۸ | 1995 KE2         | ۲۳ مه ۱۹۹۵      |
| ۱۷۵۹۹ | 1995 ON4         | ۲۲ ژوئیه ۱۹۹۵   |
| ۱۷۶۰۰ | Dobrichovice     | ۱۸ سپتامبر ۱۹۹۵ |
| ۱۷۶۰۰ | 1995 SS          | ۱۹ سپتامبر ۱۹۹۵ |
| ۱۷۶۰۰ | Dobrichovice     | SO۱             |
| ۱۷۶۰۳ | 1995 SG5         | ۲۰ سپتامبر ۱۹۹۵ |
| ۱۷۶۰۴ | 1995 SO26        | ۱۹ سپتامبر ۱۹۹۵ |
| ۱۷۶۰۵ | 1995 SR26        | ۱۹ سپتامبر ۱۹۹۵ |
| ۱۷۶۰۶ | 1995 ST53        | ۲۸ سپتامبر ۱۹۹۵ |
| ۱۷۶۰۷ | Taborsko         | ۲ اکتبر ۱۹۹۵    |
| ۱۷۶۰۷ | 1995 TN          | ۱۲ اکتبر ۱۹۹۵   |
| ۱۷۶۰۷ | 1995 UR          | ۱۸ اکتبر ۱۹۹۵   |
| ۱۷۶۱۰ | 1995 UJ1         | ۲۳ اکتبر ۱۹۹۵   |
| ۱۷۶۱۱ | Jozkakubik       | ۲۴ اکتبر ۱۹۹۵   |
| ۱۷۶۱۲ | Whiteknight      | ۲۰ اکتبر ۱۹۹۵   |
| ۱۷۶۱۳ | 1995 UP7         | ۲۷ اکتبر ۱۹۹۵   |
| ۱۷۶۱۴ | 1995 UT7         | ۲۷ اکتبر ۱۹۹۵   |
| ۱۷۶۱۵ | 1995 UZ8         | ۳۰ اکتبر ۱۹۹۵   |
| ۱۷۶۱۶ | 1995 UE15        | ۱۷ اکتبر ۱۹۹۵   |
| ۱۷۶۱۷ | 1995 UD45        | ۲۸ اکتبر ۱۹۹۵   |
| ۱۷۶۱۷ | 1995 VO          | ۴ نوامبر ۱۹۹۵   |
| ۱۷۶۱۷ | 1995 VT          | ۱ نوامبر ۱۹۹۵   |
| ۱۷۶۱۷ | 1995 WY          | ۱۸ نوامبر ۱۹۹۵  |
| ۱۷۶۲۱ | 1995 WD1         | ۱۶ نوامبر ۱۹۹۵  |
| ۱۷۶۲۲ | 1995 WW2         | ۲۰ نوامبر ۱۹۹۵  |
| ۱۷۶۲۳ | 1995 WO42        | ۳۰ نوامبر ۱۹۹۵  |
| ۱۷۶۲۳ | 1996 AT          | ۱۰ ژانویه ۱۹۹۶  |
| ۱۷۶۲۵ | Joseflada        | ۱۴ ژانویه ۱۹۹۶  |
| ۱۷۶۲۶ | 1996 AG2         | ۱۲ ژانویه ۱۹۹۶  |
| ۱۷۶۲۷ | Humptydumpty     | ۲۷ ژانویه ۱۹۹۶  |
| ۱۷۶۲۸ | 1996 FB5         | ۲۱ مارس ۱۹۹۶    |
| ۱۷۶۲۹ | 1996 HN1         | ۲۱ آوریل ۱۹۹۶   |
| ۱۷۶۳۰ | 1996 HM21        | ۱۸ آوریل ۱۹۹۶   |
| ۱۷۶۳۱ | 1996 HV21        | ۲۱ آوریل ۱۹۹۶   |
| ۱۷۶۳۲ | 1996 HW21        | ۲۱ آوریل ۱۹۹۶   |
| ۱۷۶۳۲ | 1996 JU          | ۱۱ مه ۱۹۹۶      |
| ۱۷۶۳۴ | 1996 NM3         | ۱۴ ژوئیه ۱۹۹۶   |
| ۱۷۶۳۵ | 1996 OC1         | ۲۰ ژوئیه ۱۹۹۶   |
| ۱۷۶۳۵ | 1996 PQ          | ۹ اوت ۱۹۹۶      |
| ۱۷۶۳۷ | Blaschke         | ۱۱ اوت ۱۹۹۶     |
| ۱۷۶۳۸ | Sualan           | ۱۱ اوت ۱۹۹۶     |
| ۱۷۶۳۹ | 1996 PA4         | ۹ اوت ۱۹۹۶      |
| ۱۷۶۳۹ | 1996             | PA۷             |
| ۱۷۶۴۱ | 1996 SW7         | ۱۸ سپتامبر ۱۹۹۶ |
| ۱۷۶۴۲ | 1996 TY4         | ۶ اکتبر ۱۹۹۶    |
| ۱۷۶۴۳ | 1996 TJ5         | ۹ اکتبر ۱۹۹۶    |
| ۱۷۶۴۴ | 1996 TW8         | ۱۰ اکتبر ۱۹۹۶   |
| ۱۷۶۴۵ | 1996 TR14        | ۹ اکتبر ۱۹۹۶    |
| ۱۷۶۴۶ | 1996 TM36        | ۱۲ اکتبر ۱۹۹۶   |
| ۱۷۶۴۷ | 1996 TR41        | ۸ اکتبر ۱۹۹۶    |
| ۱۷۶۴۷ | 1996 UU          | ۱۶ اکتبر ۱۹۹۶   |
| ۱۷۶۴۹ | 1996 UP1         | ۱۷ اکتبر ۱۹۹۶   |
| ۱۷۶۵۰ | 1996 UH5         | ۲۹ اکتبر ۱۹۹۶   |
| ۱۷۶۵۱ | Tajimi           | ۳ نوامبر ۱۹۹۶   |
| ۱۷۶۵۲ | Nepoti           | ۳ نوامبر ۱۹۹۶   |
| ۱۷۶۵۳ | Bochner          | ۱۰ نوامبر ۱۹۹۶  |
| ۱۷۶۵۴ | 1996 VK3         | ۶ نوامبر ۱۹۹۶   |
| ۱۷۶۵۵ | 1996 VL3         | ۶ نوامبر ۱۹۹۶   |
| ۱۷۶۵۶ | 1996 VL4         | ۶ نوامبر ۱۹۹۶   |
| ۱۷۶۵۷ | 1996 VO4         | ۶ نوامبر ۱۹۹۶   |
| ۱۷۶۵۸ | 1996 VS4         | ۱۳ نوامبر ۱۹۹۶  |
| ۱۷۶۵۹ | 1996 VX5         | ۱۵ نوامبر ۱۹۹۶  |
| ۱۷۶۶۰ | 1996 VP6         | ۷ نوامبر ۱۹۹۶   |
| ۱۷۶۶۱ | 1996 VW7         | ۳ نوامبر ۱۹۹۶   |
| ۱۷۶۶۲ | 1996 VG30        | ۷ نوامبر ۱۹۹۶   |
| ۱۷۶۶۳ | 1996 VK30        | ۷ نوامبر ۱۹۹۶   |
| ۱۷۶۶۴ | 1996 VP30        | ۷ نوامبر ۱۹۹۶   |
| ۱۷۶۶۴ | 1996 WD          | ۱۶ نوامبر ۱۹۹۶  |
| ۱۷۶۶۴ | 1996 XR          | ۱ دسامبر ۱۹۹۶   |
| ۱۷۶۶۷ | 1996 XT5         | ۷ دسامبر ۱۹۹۶   |
| ۱۷۶۶۸ | 1996 XW5         | ۷ دسامبر ۱۹۹۶   |
| ۱۷۶۶۹ | 1996 XF6         | ۷ دسامبر ۱۹۹۶   |
| ۱۷۶۷۰ | Liddell          | ۸ دسامبر ۱۹۹۶   |
| ۱۷۶۷۱ | 1996 XS19        | ۱۱ دسامبر ۱۹۹۶  |
| ۱۷۶۷۲ | 1996 XS25        | ۱۱ دسامبر ۱۹۹۶  |
| ۱۷۶۷۳ | Houkidaisen      | ۱۵ دسامبر ۱۹۹۶  |
| ۱۷۶۷۳ | 1996 YG          | ۲۰ دسامبر ۱۹۹۶  |
| ۱۷۶۷۳ | 1996 YU          | ۲۰ دسامبر ۱۹۹۶  |
| ۱۷۶۷۶ | 1997 AG1         | ۲ ژانویه ۱۹۹۷   |
| ۱۷۶۷۷ | 1997 AW2         | ۴ ژانویه ۱۹۹۷   |
| ۱۷۶۷۸ | 1997 AG3         | ۳ ژانویه ۱۹۹۷   |
| ۱۷۶۷۹ | 1997 AK4         | ۶ ژانویه ۱۹۹۷   |
| ۱۷۶۸۰ | 1997 AW5         | ۱ ژانویه ۱۹۹۷   |
| ۱۷۶۸۱ | Tweedledum       | ۶ ژانویه ۱۹۹۷   |
| ۱۷۶۸۲ | 1997 AR12        | ۱۰ ژانویه ۱۹۹۷  |
| ۱۷۶۸۳ | Kanagawa         | ۱۰ ژانویه ۱۹۹۷  |
| ۱۷۶۸۴ | 1997 AS16        | ۱۴ ژانویه ۱۹۹۷  |
| ۱۷۶۸۵ | 1997 AJ19        | ۱۳ ژانویه ۱۹۹۷  |
| ۱۷۶۸۶ | 1997 BC2         | ۲۹ ژانویه ۱۹۹۷  |
| ۱۷۶۸۷ | 1997 BN2         | ۳۰ ژانویه ۱۹۹۷  |
| ۱۷۶۸۸ | 1997 BM3         | ۳۱ ژانویه ۱۹۹۷  |
| ۱۷۶۸۸ | 1997 CS          | ۱ فوریه ۱۹۹۷    |
| ۱۷۶۹۰ | 1997 CY2         | ۳ فوریه ۱۹۹۷    |
| ۱۷۶۹۱ | 1997 CF17        | ۱ فوریه ۱۹۹۷    |
| ۱۷۶۹۲ | 1997 CX27        | ۶ فوریه ۱۹۹۷    |
| ۱۷۶۹۳ | Wangdaheng       | ۱۵ فوریه ۱۹۹۷   |
| ۱۷۶۹۴ | Jiranek          | ۴ مارس ۱۹۹۷     |
| ۱۷۶۹۵ | 1997 EE7         | ۳ مارس ۱۹۹۷     |
| ۱۷۶۹۶ | Bombelli         | ۸ مارس ۱۹۹۷     |
| ۱۷۶۹۷ | 1997 EQ41        | ۱۰ مارس ۱۹۹۷    |
| ۱۷۶۹۸ | 1997 EW42        | ۱۰ مارس ۱۹۹۷    |
| ۱۷۶۹۹ | 1997 GX7         | ۲ آوریل ۱۹۹۷    |
| ۱۷۷۰۰ | 1997 GM40        | ۷ آوریل ۱۹۹۷    |
| ۱۷۷۰۱ | 1997 GU41        | ۹ آوریل ۱۹۹۷    |
| ۱۷۷۰۲ | Krystofharant    | ۱ مه ۱۹۹۷       |
| ۱۷۷۰۳ | Bombieri         | ۹ سپتامبر ۱۹۹۷  |
| ۱۷۷۰۴ | 1997 UM5         | ۲۱ اکتبر ۱۹۹۷   |
| ۱۷۷۰۵ | 1997 UM24        | ۲۸ اکتبر ۱۹۹۷   |
| ۱۷۷۰۶ | 1997 VA6         | ۹ نوامبر ۱۹۹۷   |
| ۱۷۷۰۷ | 1997 VM7         | ۲ نوامبر ۱۹۹۷   |
| ۱۷۷۰۷ | 1997 WB          | ۱۸ نوامبر ۱۹۹۷  |
| ۱۷۷۰۹ | 1997 WV1         | ۱۹ نوامبر ۱۹۹۷  |
| ۱۷۷۱۰ | 1997 WT2         | ۲۳ نوامبر ۱۹۹۷  |
| ۱۷۷۱۱ | 1997 WA7         | ۲۳ نوامبر ۱۹۹۷  |
| ۱۷۷۱۲ | Fatherwilliam    | ۱۹ نوامبر ۱۹۹۷  |
| ۱۷۷۱۳ | 1997 WJ20        | ۲۵ نوامبر ۱۹۹۷  |
| ۱۷۷۱۴ | 1997 WR38        | ۲۹ نوامبر ۱۹۹۷  |
| ۱۷۷۱۵ | 1997 WZ39        | ۲۹ نوامبر ۱۹۹۷  |
| ۱۷۷۱۶ | 1997 WW43        | ۲۹ نوامبر ۱۹۹۷  |
| ۱۷۷۱۶ | 1997 XL          | ۳ دسامبر ۱۹۹۷   |
| ۱۷۷۱۶ | 1997 XZ          | ۳ دسامبر ۱۹۹۷   |
| ۱۷۷۱۹ | 1997 XV1         | ۲ دسامبر ۱۹۹۷   |
| ۱۷۷۲۰ | Manuboccuni      | ۷ دسامبر ۱۹۹۷   |
| ۱۷۷۲۱ | 1997 XT10        | ۱۰ دسامبر ۱۹۹۷  |
| ۱۷۷۲۲ | 1997 YT1         | ۲۱ دسامبر ۱۹۹۷  |
| ۱۷۷۲۳ | 1997 YA4         | ۲۲ دسامبر ۱۹۹۷  |
| ۱۷۷۲۴ | 1997 YZ5         | ۲۵ دسامبر ۱۹۹۷  |
| ۱۷۷۲۵ | 1997 YQ7         | ۲۷ دسامبر ۱۹۹۷  |
| ۱۷۷۲۶ | 1997 YS10        | ۲۲ دسامبر ۱۹۹۷  |
| ۱۷۷۲۷ | 1997 YU11        | ۳۰ دسامبر ۱۹۹۷  |
| ۱۷۷۲۸ | 1997 YM12        | ۲۱ دسامبر ۱۹۹۷  |
| ۱۷۷۲۹ | 1997 YW14        | ۲۸ دسامبر ۱۹۹۷  |
| ۱۷۷۳۰ | 1998 AS4         | ۶ ژانویه ۱۹۹۸   |
| ۱۷۷۳۱ | 1998 AD10        | ۱۵ ژانویه ۱۹۹۸  |
| ۱۷۷۳۲ | 1998 AQ10        | ۱ ژانویه ۱۹۹۸   |
| ۱۷۷۳۳ | 1998 BS1         | ۱۹ ژانویه ۱۹۹۸  |
| ۱۷۷۳۴ | Boole            | ۲۲ ژانویه ۱۹۹۸  |
| ۱۷۷۳۵ | 1998 BG7         | ۲۴ ژانویه ۱۹۹۸  |
| ۱۷۷۳۶ | 1998 BA12        | ۲۳ ژانویه ۱۹۹۸  |
| ۱۷۷۳۷ | Sigmundjahn      | ۲۷ ژانویه ۱۹۹۸  |
| ۱۷۷۳۸ | 1998 BS15        | ۲۴ ژانویه ۱۹۹۸  |
| ۱۷۷۳۹ | 1998 BY15        | ۲۵ ژانویه ۱۹۹۸  |
| ۱۷۷۴۰ | 1998 BC19        | ۲۷ ژانویه ۱۹۹۸  |
| ۱۷۷۴۱ | 1998 BS23        | ۲۶ ژانویه ۱۹۹۸  |
| ۱۷۷۴۲ | 1998 BP25        | ۲۸ ژانویه ۱۹۹۸  |
| ۱۷۷۴۳ | 1998 BA31        | ۲۶ ژانویه ۱۹۹۸  |
| ۱۷۷۴۴ | Jodiefoster      | ۱۸ ژانویه ۱۹۹۸  |
| ۱۷۷۴۵ | 1998 BG34        | ۲۲ ژانویه ۱۹۹۸  |
| ۱۷۷۴۶ | Haigha           | ۳۰ ژانویه ۱۹۹۸  |
| ۱۷۷۴۷ | 1998 BJ42        | ۲۶ ژانویه ۱۹۹۸  |
| ۱۷۷۴۸ | Uedashoji        | ۱ فوریه ۱۹۹۸    |
| ۱۷۷۴۹ | 1998 DW1         | ۱۹ فوریه ۱۹۹۸   |
| ۱۷۷۵۰ | 1998 DZ1         | ۱۸ فوریه ۱۹۹۸   |
| ۱۷۷۵۱ | 1998 DN3         | ۲۲ فوریه ۱۹۹۸   |
| ۱۷۷۵۲ | 1998 DM4         | ۲۲ فوریه ۱۹۹۸   |
| ۱۷۷۵۳ | 1998 DZ5         | ۲۲ فوریه ۱۹۹۸   |
| ۱۷۷۵۴ | 1998 DN8         | ۲۱ فوریه ۱۹۹۸   |
| ۱۷۷۵۵ | 1998 DU11        | ۲۴ فوریه ۱۹۹۸   |
| ۱۷۷۵۶ | 1998 DM13        | ۲۵ فوریه ۱۹۹۸   |
| ۱۷۷۵۷ | 1998 DG15        | ۲۲ فوریه ۱۹۹۸   |
| ۱۷۷۵۸ | 1998 DC18        | ۲۳ فوریه ۱۹۹۸   |
| ۱۷۷۵۹ | Hatta            | ۱۷ فوریه ۱۹۹۸   |
| ۱۷۷۶۰ | 1998 DU33        | ۲۷ فوریه ۱۹۹۸   |
| ۱۷۷۶۱ | 1998 DV34        | ۲۷ فوریه ۱۹۹۸   |
| ۱۷۷۶۲ | 1998 DY34        | ۲۷ فوریه ۱۹۹۸   |
| ۱۷۷۶۲ | 1998 EG          | ۱ مارس ۱۹۹۸     |
| ۱۷۷۶۴ | Schatzman        | ۲ مارس ۱۹۹۸     |
| ۱۷۷۶۵ | 1998 EZ2         | ۱ مارس ۱۹۹۸     |
| ۱۷۷۶۶ | 1998 ES3         | ۲ مارس ۱۹۹۸     |
| ۱۷۷۶۷ | 1998 EJ6         | ۱ مارس ۱۹۹۸     |
| ۱۷۷۶۸ | Tigerlily        | ۳ مارس ۱۹۹۸     |
| ۱۷۷۶۹ | 1998 EM9         | ۱۵ مارس ۱۹۹۸    |
| ۱۷۷۷۰ | Baume            | ۱ مارس ۱۹۹۸     |
| ۱۷۷۷۱ | 1998 EA13        | ۱ مارس ۱۹۹۸     |
| ۱۷۷۷۲ | 1998 EP13        | ۱ مارس ۱۹۹۸     |
| ۱۷۷۷۳ | 1998 EX13        | ۱ مارس ۱۹۹۸     |
| ۱۷۷۷۴ | 1998 ER14        | ۱ مارس ۱۹۹۸     |
| ۱۷۷۷۴ | 1998 FH          | ۱۸ مارس ۱۹۹۸    |
| ۱۷۷۷۶ | Troska           | ۲۲ مارس ۱۹۹۸    |
| ۱۷۷۷۷ | Ornicar          | ۲۴ مارس ۱۹۹۸    |
| ۱۷۷۷۸ | 1998 FT11        | ۲۴ مارس ۱۹۹۸    |
| ۱۷۷۷۹ | Migomueller      | ۲۶ مارس ۱۹۹۸    |
| ۱۷۷۸۰ | 1998 FY13        | ۲۴ مارس ۱۹۹۸    |
| ۱۷۷۸۱ | Kepping          | ۲۰ مارس ۱۹۹۸    |
| ۱۷۷۸۲ | 1998 FD26        | ۲۰ مارس ۱۹۹۸    |
| ۱۷۷۸۳ | 1998 FO29        | ۲۰ مارس ۱۹۹۸    |
| ۱۷۷۸۴ | Banerjee         | ۲۰ مارس ۱۹۹۸    |
| ۱۷۷۸۵ | Wesleyfuller     | ۲۰ مارس ۱۹۹۸    |
| ۱۷۷۸۶ | 1998 FL36        | ۲۰ مارس ۱۹۹۸    |
| ۱۷۷۸۷ | 1998 FT39        | ۲۰ مارس ۱۹۹۸    |
| ۱۷۷۸۸ | 1998 FT41        | ۲۰ مارس ۱۹۹۸    |
| ۱۷۷۸۹ | 1998 FJ49        | ۲۰ مارس ۱۹۹۸    |
| ۱۷۷۹۰ | 1998 FN49        | ۲۰ مارس ۱۹۹۸    |
| ۱۷۷۹۱ | 1998 FN54        | ۲۰ مارس ۱۹۹۸    |
| ۱۷۷۹۲ | 1998 FR56        | ۲۰ مارس ۱۹۹۸    |
| ۱۷۷۹۳ | 1998 FO58        | ۲۰ مارس ۱۹۹۸    |
| ۱۷۷۹۴ | Kowalinski       | ۲۰ مارس ۱۹۹۸    |
| ۱۷۷۹۵ | Elysiasegal      | ۲۰ مارس ۱۹۹۸    |
| ۱۷۷۹۶ | 1998 FM62        | ۲۰ مارس ۱۹۹۸    |
| ۱۷۷۹۷ | 1998 FO62        | ۲۰ مارس ۱۹۹۸    |
| ۱۷۷۹۸ | 1998 FC63        | ۲۰ مارس ۱۹۹۸    |
| ۱۷۷۹۹ | Petewilliams     | ۲۰ مارس ۱۹۹۸    |
| ۱۷۸۰۰ | 1998 FG66        | ۲۰ مارس ۱۹۹۸    |
| ۱۷۸۰۱ | Zelkowitz        | ۲۰ مارس ۱۹۹۸    |
| ۱۷۸۰۲ | 1998 FA71        | ۲۰ مارس ۱۹۹۸    |
| ۱۷۸۰۳ | Barish           | ۲۰ مارس ۱۹۹۸    |
| ۱۷۸۰۴ | 1998 FH71        | ۲۰ مارس ۱۹۹۸    |
| ۱۷۸۰۵ | Svestka          | ۳۰ مارس ۱۹۹۸    |
| ۱۷۸۰۶ | Adolfborn        | ۳۱ مارس ۱۹۹۸    |
| ۱۷۸۰۷ | Ericpearce       | ۱۹ مارس ۱۹۹۸    |
| ۱۷۸۰۸ | 1998 FV74        | ۲۴ مارس ۱۹۹۸    |
| ۱۷۸۰۹ | 1998 FR78        | ۲۴ مارس ۱۹۹۸    |
| ۱۷۸۱۰ | 1998 FM100       | ۳۱ مارس ۱۹۹۸    |
| ۱۷۸۱۱ | 1998 FH105       | ۳۱ مارس ۱۹۹۸    |
| ۱۷۸۱۲ | 1998 FH109       | ۳۱ مارس ۱۹۹۸    |
| ۱۷۸۱۳ | 1998 FL109       | ۳۱ مارس ۱۹۹۸    |
| ۱۷۸۱۴ | 1998 FH113       | ۳۱ مارس ۱۹۹۸    |
| ۱۷۸۱۵ | Kulawik          | ۳۱ مارس ۱۹۹۸    |
| ۱۷۸۱۶ | 1998 FY113       | ۳۱ مارس ۱۹۹۸    |
| ۱۷۸۱۷ | 1998 FU116       | ۳۱ مارس ۱۹۹۸    |
| ۱۷۸۱۸ | 1998 FE118       | ۳۱ مارس ۱۹۹۸    |
| ۱۷۸۱۹ | 1998 FK118       | ۳۱ مارس ۱۹۹۸    |
| ۱۷۸۲۰ | 1998 FZ125       | ۳۱ مارس ۱۹۹۸    |
| ۱۷۸۲۱ | Bolsche          | ۳۱ مارس ۱۹۹۸    |
| ۱۷۸۲۲ | 1998 FM135       | ۲۲ مارس ۱۹۹۸    |
| ۱۷۸۲۳ | Bartels          | ۱ آوریل ۱۹۹۸    |
| ۱۷۸۲۳ | 1998 GF          | ۲ آوریل ۱۹۹۸    |
| ۱۷۸۲۵ | 1998 GQ8         | ۲ آوریل ۱۹۹۸    |
| ۱۷۸۲۶ | Normanwisdom     | ۳ آوریل ۱۹۹۸    |
| ۱۷۸۲۶ | 1998 HW          | ۱۷ آوریل ۱۹۹۸   |
| ۱۷۸۲۸ | 1998 HK8         | ۲۲ آوریل ۱۹۹۸   |
| ۱۷۸۲۹ | 1998 HX32        | ۲۰ آوریل ۱۹۹۸   |
| ۱۷۸۳۰ | 1998 HR35        | ۲۰ آوریل ۱۹۹۸   |
| ۱۷۸۳۱ | Ussery           | ۲۰ آوریل ۱۹۹۸   |
| ۱۷۸۳۲ | Pitman           | ۲۰ آوریل ۱۹۹۸   |
| ۱۷۸۳۳ | 1998 HO42        | ۲۳ آوریل ۱۹۹۸   |
| ۱۷۸۳۴ | 1998 HL43        | ۲۵ آوریل ۱۹۹۸   |
| ۱۷۸۳۵ | Anoelsuri        | ۲۰ آوریل ۱۹۹۸   |
| ۱۷۸۳۶ | Canup            | ۲۵ آوریل ۱۹۹۸   |
| ۱۷۸۳۷ | 1998 HQ92        | ۲۱ آوریل ۱۹۹۸   |
| ۱۷۸۳۸ | 1998 HJ94        | ۲۱ آوریل ۱۹۹۸   |
| ۱۷۸۳۹ | 1998 HN95        | ۲۱ آوریل ۱۹۹۸   |
| ۱۷۸۴۰ | 1998 HG96        | ۲۱ آوریل ۱۹۹۸   |
| ۱۷۸۴۱ | 1998 HZ96        | ۲۱ آوریل ۱۹۹۸   |
| ۱۷۸۴۲ | Jorgegarcia      | ۲۱ آوریل ۱۹۹۸   |
| ۱۷۸۴۳ | 1998 HD99        | ۲۱ آوریل ۱۹۹۸   |
| ۱۷۸۴۴ | Judson           | ۲۱ آوریل ۱۹۹۸   |
| ۱۷۸۴۵ | 1998 HY112       | ۲۳ آوریل ۱۹۹۸   |
| ۱۷۸۴۶ | 1998 HB115       | ۲۳ آوریل ۱۹۹۸   |
| ۱۷۸۴۷ | 1998 HQ115       | ۲۳ آوریل ۱۹۹۸   |
| ۱۷۸۴۸ | 1998 HR133       | ۱۹ آوریل ۱۹۹۸   |
| ۱۷۸۴۹ | 1998 HL134       | ۱۹ آوریل ۱۹۹۸   |
| ۱۷۸۵۰ | 1998 HR150       | ۲۰ آوریل ۱۹۹۸   |
| ۱۷۸۵۱ | Kaler            | ۱ مه ۱۹۹۸       |
| ۱۷۸۵۲ | 1998 JN1         | ۱ مه ۱۹۹۸       |
| ۱۷۸۵۳ | Ronaldsayer      | ۱ مه ۱۹۹۸       |
| ۱۷۸۵۴ | 1998 JC4         | ۵ مه ۱۹۹۸       |
| ۱۷۸۵۵ | Geffert          | ۱۹ مه ۱۹۹۸      |
| ۱۷۸۵۶ | Gomes            | ۱۸ مه ۱۹۹۸      |
| ۱۷۸۵۷ | Hsieh            | ۱۸ مه ۱۹۹۸      |
| ۱۷۸۵۸ | Beauge           | ۲۲ مه ۱۹۹۸      |
| ۱۷۸۵۹ | Galinaryabova    | ۲۲ مه ۱۹۹۸      |
| ۱۷۸۶۰ | Roig             | ۲۲ مه ۱۹۹۸      |
| ۱۷۸۶۱ | 1998 KN24        | ۲۲ مه ۱۹۹۸      |
| ۱۷۸۶۲ | 1998 KT28        | ۲۲ مه ۱۹۹۸      |
| ۱۷۸۶۳ | 1998 KN30        | ۲۲ مه ۱۹۹۸      |
| ۱۷۸۶۴ | 1998 KK38        | ۲۲ مه ۱۹۹۸      |
| ۱۷۸۶۵ | 1998 KS39        | ۲۲ مه ۱۹۹۸      |
| ۱۷۸۶۶ | 1998 KV45        | ۲۲ مه ۱۹۹۸      |
| ۱۷۸۶۷ | 1998 KD46        | ۲۲ مه ۱۹۹۸      |
| ۱۷۸۶۸ | 1998 KW46        | ۲۲ مه ۱۹۹۸      |
| ۱۷۸۶۹ | Descamps         | ۲۰ ژوئن ۱۹۹۸    |
| ۱۷۸۷۰ | 1998 QU92        | ۲۸ اوت ۱۹۹۸     |
| ۱۷۸۷۱ | 1998 RD58        | ۱۴ سپتامبر ۱۹۹۸ |
| ۱۷۸۷۲ | 1998 SP22        | ۲۳ سپتامبر ۱۹۹۸ |
| ۱۷۸۷۳ | 1998 XO96        | ۱۱ دسامبر ۱۹۹۸  |
| ۱۷۸۷۴ | 1998 YM3         | ۱۷ دسامبر ۱۹۹۸  |
| ۱۷۸۷۵ | 1999 AQ2         | ۹ ژانویه ۱۹۹۹   |
| ۱۷۸۷۶ | 1999 AX21        | ۱۵ ژانویه ۱۹۹۹  |
| ۱۷۸۷۷ | 1999 AZ22        | ۱۵ ژانویه ۱۹۹۹  |
| ۱۷۸۷۸ | 1999 AR25        | ۱۵ ژانویه ۱۹۹۹  |
| ۱۷۸۷۹ | Robutel          | ۲۲ ژانویه ۱۹۹۹  |
| ۱۷۸۸۰ | 1999 BA24        | ۱۸ ژانویه ۱۹۹۹  |
| ۱۷۸۸۱ | Radmall          | ۱۰ فوریه ۱۹۹۹   |
| ۱۷۸۸۲ | Thielemann       | ۱۰ فوریه ۱۹۹۹   |
| ۱۷۸۸۳ | Scobuchanan      | ۱۲ فوریه ۱۹۹۹   |
| ۱۷۸۸۴ | Jeffthompson     | ۱۲ فوریه ۱۹۹۹   |
| ۱۷۸۸۵ | Brianbeyt        | ۱۲ فوریه ۱۹۹۹   |
| ۱۷۸۸۶ | 1999 CH118       | ۱۲ فوریه ۱۹۹۹   |
| ۱۷۸۸۷ | 1999 DE1         | ۱۷ فوریه ۱۹۹۹   |
| ۱۷۸۸۸ | 1999 DB3         | ۲۱ فوریه ۱۹۹۹   |
| ۱۷۸۸۹ | Liechty          | ۲۰ فوریه ۱۹۹۹   |
| ۱۷۸۹۰ | 1999 DU6         | ۲۰ فوریه ۱۹۹۹   |
| ۱۷۸۹۱ | Buraliforti      | ۶ مارس ۱۹۹۹     |
| ۱۷۸۹۲ | Morecambewise    | ۱۵ مارس ۱۹۹۹    |
| ۱۷۸۹۳ | Arlot            | ۱۷ مارس ۱۹۹۹    |
| ۱۷۸۹۳ | 1999 FP          | ۱۷ مارس ۱۹۹۹    |
| ۱۷۸۹۵ | 1999 FZ2         | ۱۷ مارس ۱۹۹۹    |
| ۱۷۸۹۶ | 1999 FW4         | ۱۷ مارس ۱۹۹۹    |
| ۱۷۸۹۷ | Gallardo         | ۱۹ مارس ۱۹۹۹    |
| ۱۷۸۹۸ | Scottsheppard    | ۲۲ مارس ۱۹۹۹    |
| ۱۷۸۹۹ | Mariacristina    | ۲۲ مارس ۱۹۹۹    |
| ۱۷۹۰۰ | Leiferman        | ۱۹ مارس ۱۹۹۹    |
| ۱۷۹۰۱ | 1999 FT25        | ۱۹ مارس ۱۹۹۹    |
| ۱۷۹۰۲ | Britbaker        | ۱۹ مارس ۱۹۹۹    |
| ۱۷۹۰۳ | 1999 FS27        | ۱۹ مارس ۱۹۹۹    |
| ۱۷۹۰۴ | Annekoupal       | ۱۹ مارس ۱۹۹۹    |
| ۱۷۹۰۵ | Kabtamu          | ۱۹ مارس ۱۹۹۹    |
| ۱۷۹۰۶ | 1999 FG32        | ۱۹ مارس ۱۹۹۹    |
| ۱۷۹۰۷ | Danielgude       | ۱۹ مارس ۱۹۹۹    |
| ۱۷۹۰۸ | Chriskuyu        | ۱۹ مارس ۱۹۹۹    |
| ۱۷۹۰۹ | Nikhilshukla     | ۱۹ مارس ۱۹۹۹    |
| ۱۷۹۱۰ | Munyan           | ۲۰ مارس ۱۹۹۹    |
| ۱۷۹۱۱ | 1999 FF41        | ۲۰ مارس ۱۹۹۹    |
| ۱۷۹۱۲ | 1999 FV44        | ۲۰ مارس ۱۹۹۹    |
| ۱۷۹۱۳ | 1999 FT52        | ۲۰ مارس ۱۹۹۹    |
| ۱۷۹۱۴ | Joannelee        | ۲۰ مارس ۱۹۹۹    |
| ۱۷۹۱۴ | 1999 GU          | ۵ آوریل ۱۹۹۹    |
| ۱۷۹۱۶ | 1999 GZ3         | ۱۰ آوریل ۱۹۹۹   |
| ۱۷۹۱۷ | Cartan           | ۱۵ آوریل ۱۹۹۹   |
| ۱۷۹۱۸ | 1999 GE6         | ۱۴ آوریل ۱۹۹۹   |
| ۱۷۹۱۹ | Licandro         | ۹ آوریل ۱۹۹۹    |
| ۱۷۹۲۰ | Zarnecki         | ۱۰ آوریل ۱۹۹۹   |
| ۱۷۹۲۱ | Aldeobaldia      | ۱۵ آوریل ۱۹۹۹   |
| ۱۷۹۲۲ | 1999 GS13        | ۱۲ آوریل ۱۹۹۹   |
| ۱۷۹۲۳ | 1999 GY16        | ۱۵ آوریل ۱۹۹۹   |
| ۱۷۹۲۴ | 1999 GA17        | ۱۵ آوریل ۱۹۹۹   |
| ۱۷۹۲۵ | Dougweinberg     | ۱۵ آوریل ۱۹۹۹   |
| ۱۷۹۲۶ | Jameswu          | ۱۵ آوریل ۱۹۹۹   |
| ۱۷۹۲۷ | Ghoshal          | ۱۵ آوریل ۱۹۹۹   |
| ۱۷۹۲۸ | Neuwirth         | ۱۵ آوریل ۱۹۹۹   |
| ۱۷۹۲۹ | 1999 GQ21        | ۱۵ آوریل ۱۹۹۹   |
| ۱۷۹۳۰ | Kennethott       | ۶ آوریل ۱۹۹۹    |
| ۱۷۹۳۱ | 1999 GA27        | ۷ آوریل ۱۹۹۹    |
| ۱۷۹۳۲ | Viswanathan      | ۶ آوریل ۱۹۹۹    |
| ۱۷۹۳۳ | Haraguchi        | ۱۲ آوریل ۱۹۹۹   |
| ۱۷۹۳۴ | Deleon           | ۱۲ آوریل ۱۹۹۹   |
| ۱۷۹۳۵ | Vinhoward        | ۱۲ آوریل ۱۹۹۹   |
| ۱۷۹۳۶ | Nilus            | ۲۴ آوریل ۱۹۹۹   |
| ۱۷۹۳۷ | 1999 HO4         | ۱۶ آوریل ۱۹۹۹   |
| ۱۷۹۳۸ | Tamsendrew       | ۱۷ آوریل ۱۹۹۹   |
| ۱۷۹۳۹ | 1999 HH8         | ۱۶ آوریل ۱۹۹۹   |
| ۱۷۹۴۰ | 1999 JK2         | ۸ مه ۱۹۹۹       |
| ۱۷۹۴۱ | Horbatt          | ۶ مه ۱۹۹۹       |
| ۱۷۹۴۲ | Whiterabbit      | ۱۱ مه ۱۹۹۹      |
| ۱۷۹۴۳ | 1999 JZ6         | ۸ مه ۱۹۹۹       |
| ۱۷۹۴۴ | 1999 JF7         | ۸ مه ۱۹۹۹       |
| ۱۷۹۴۵ | Hawass           | ۱۴ مه ۱۹۹۹      |
| ۱۷۹۴۶ | 1999 JC9         | ۷ مه ۱۹۹۹       |
| ۱۷۹۴۷ | 1999 JV10        | ۹ مه ۱۹۹۹       |
| ۱۷۹۴۸ | 1999 JQ15        | ۱۲ مه ۱۹۹۹      |
| ۱۷۹۴۹ | 1999 JA18        | ۱۰ مه ۱۹۹۹      |
| ۱۷۹۵۰ | Grover           | ۱۰ مه ۱۹۹۹      |
| ۱۷۹۵۱ | Fenska           | ۱۰ مه ۱۹۹۹      |
| ۱۷۹۵۲ | Folsom           | ۱۰ مه ۱۹۹۹      |
| ۱۷۹۵۳ | 1999 JB20        | ۱۰ مه ۱۹۹۹      |
| ۱۷۹۵۴ | Hopkins          | ۱۰ مه ۱۹۹۹      |
| ۱۷۹۵۵ | Sedransk         | ۱۰ مه ۱۹۹۹      |
| ۱۷۹۵۶ | Andrewlenoir     | ۱۰ مه ۱۹۹۹      |
| ۱۷۹۵۷ | 1999 JE29        | ۱۰ مه ۱۹۹۹      |
| ۱۷۹۵۸ | Schoof           | ۱۰ مه ۱۹۹۹      |
| ۱۷۹۵۹ | Camierickson     | ۱۰ مه ۱۹۹۹      |
| ۱۷۹۶۰ | Liberatore       | ۱۰ مه ۱۹۹۹      |
| ۱۷۹۶۱ | Mariagorodnitsky | ۱۰ مه ۱۹۹۹      |
| ۱۷۹۶۲ | Andrewherron     | ۱۰ مه ۱۹۹۹      |
| ۱۷۹۶۳ | Vonderheydt      | ۱۰ مه ۱۹۹۹      |
| ۱۷۹۶۴ | 1999 JY41        | ۱۰ مه ۱۹۹۹      |
| ۱۷۹۶۵ | Brodersen        | ۱۰ مه ۱۹۹۹      |
| ۱۷۹۶۶ | 1999 JS43        | ۱۰ مه ۱۹۹۹      |
| ۱۷۹۶۷ | Bacampbell       | ۱۰ مه ۱۹۹۹      |
| ۱۷۹۶۸ | 1999 JX46        | ۱۰ مه ۱۹۹۹      |
| ۱۷۹۶۹ | Truong           | ۱۰ مه ۱۹۹۹      |
| ۱۷۹۷۰ | Palepu           | ۱۰ مه ۱۹۹۹      |
| ۱۷۹۷۱ | Samuelhowell     | ۱۰ مه ۱۹۹۹      |
| ۱۷۹۷۲ | Ascione          | ۱۰ مه ۱۹۹۹      |
| ۱۷۹۷۳ | 1999 JP51        | ۱۰ مه ۱۹۹۹      |
| ۱۷۹۷۴ | 1999 JL52        | ۱۰ مه ۱۹۹۹      |
| ۱۷۹۷۵ | 1999 JB53        | ۱۰ مه ۱۹۹۹      |
| ۱۷۹۷۶ | Schulman         | ۱۰ مه ۱۹۹۹      |
| ۱۷۹۷۷ | 1999 JR54        | ۱۰ مه ۱۹۹۹      |
| ۱۷۹۷۸ | 1999 JS54        | ۱۰ مه ۱۹۹۹      |
| ۱۷۹۷۹ | 1999 JS55        | ۱۰ مه ۱۹۹۹      |
| ۱۷۹۸۰ | Vanschaik        | ۱۰ مه ۱۹۹۹      |
| ۱۷۹۸۱ | 1999 JZ56        | ۱۰ مه ۱۹۹۹      |
| ۱۷۹۸۲ | Simcmillan       | ۱۰ مه ۱۹۹۹      |
| ۱۷۹۸۳ | Buhrmester       | ۱۰ مه ۱۹۹۹      |
| ۱۷۹۸۴ | Ahantonioli      | ۱۰ مه ۱۹۹۹      |
| ۱۷۹۸۵ | 1999 JC62        | ۱۰ مه ۱۹۹۹      |
| ۱۷۹۸۶ | 1999 JF62        | ۱۰ مه ۱۹۹۹      |
| ۱۷۹۸۷ | 1999 JQ62        | ۱۰ مه ۱۹۹۹      |
| ۱۷۹۸۸ | Joannehsieh      | ۱۰ مه ۱۹۹۹      |
| ۱۷۹۸۹ | 1999 JE64        | ۱۰ مه ۱۹۹۹      |
| ۱۷۹۹۰ | 1999 JK64        | ۱۰ مه ۱۹۹۹      |
| ۱۷۹۹۱ | Joshuaegan       | ۱۲ مه ۱۹۹۹      |
| ۱۷۹۹۲ | Japellegrino     | ۱۲ مه ۱۹۹۹      |
| ۱۷۹۹۳ | Kluesing         | ۱۲ مه ۱۹۹۹      |
| ۱۷۹۹۴ | 1999 JF70        | ۱۲ مه ۱۹۹۹      |
| ۱۷۹۹۵ | Jolinefan        | ۱۲ مه ۱۹۹۹      |
| ۱۷۹۹۶ | 1999 JQ75        | ۱۰ مه ۱۹۹۹      |
| ۱۷۹۹۷ | 1999 JN78        | ۱۳ مه ۱۹۹۹      |
| ۱۷۹۹۸ | 1999 JN80        | ۱۲ مه ۱۹۹۹      |
| ۱۷۹۹۹ | 1999 JO80        | ۱۲ مه ۱۹۹۹      |
| ۱۸۰۰۰ | 1999 JX80        | ۱۲ مه ۱۹۹۹      |